# Seznam českých rozhlasových vysílačů
Toto je seznam českých rozhlasových vysílačů, zabezpečujících šíření signálu rozhlasu na území Česka. 

## AMvysílače (střední vlny)
Seznam všech AM vysílačů zde
| Frekvence (kHz) | Stanoviště                        | Kraj | Stanice        | ERP (kW) | Polarizace |
| --------------- | --------------------------------- | ---- | -------------- | -------- | ---------- |
| 792             | Hradec Králové – Stěžery          | HKK  | Radio Dechovka | 10       | v          |
| 981             | Praha – Líbeznice (Bořanovice)    | STČ  | Český Impuls   | 10       |            |
| 1260            | Praha – Líbeznice (Bořanovice)    | STČ  | Rádio Dechovka | 10       |            |
| 954             | České Budějovice - Husova kolonie | JHČ  | Country Radio  | 5        |            |
| 639             | Český Brod - Liblice B            | STČ  | Country Radio  | 20       | v          |

## FMvysílače (velmi krátké vlny)
| Frekvence (MHz) | Stav        | Stanoviště                                           | Kraj | Stanice                     | ERP (kW) | Polarizace |
| --------------- | ----------- | ---------------------------------------------------- | ---- | --------------------------- | -------- | ---------- |
| 87.600          |             | Brno/Kojál                                           | JHM  | Rádio Impuls                | 66.988   | h          |
| 87.600          |             | Příbram/Drahlín - vrch Sádka (AČR)                   | STČ  | Hitrádio FM Plus            | 0.400    | v          |
| 87.600          |             | Děčín/Letná - Slovanská 55 (SPŠ)                     | ULK  | Country Radio               | 0.200    | v          |
| 87.600          |             | Kaplice/Poluška                                      | JHČ  | Hitrádio Faktor             | 0.200    | h          |
| 87.600          |             | Liberec/ul. Bezová 284/19                            | LBK  | Fajn Radio                  | 0.200    | v          |
| 87.600          |             | Mělník/ul. Pražská 2636                              | STČ  | ČRo Dvojka                  | 0.200    | v          |
| 87.600          |             | Domažlice/Veselá hora - Sv. Vavřinec                 | PLK  | Rock Radio                  | 0.100    | v          |
| 87.600          |             | Jičín/ul. U Stadiónu - hotel Start                   | HKK  | Fajn Radio                  | 0.100    | v          |
| 87.600          |             | Mladá Boleslav/ul. Palackého 827                     | STČ  | Fajn Radio                  | 0.100    | v          |
| 87.600          |             | Tábor/9. května 2471/2 - hotel Palcát                | JHČ  | Fajn Radio                  | 0.100    | v          |
| 87.600          |             | Teplice/ul. Maršovská 1457/4                         | ULK  | Country Radio               | 0.100    | v          |
| 87.600          |             | Trutnov/Šibeník                                      | HKK  | Fajn Radio                  | 0.100    | v          |
| 87.600          |             | Broumov/Mírové náměstí                               | HKK  | Fajn Radio                  | 0.050    | v          |
| 87.600          |             | Jeseník/ul. Tyršova 1036/14                          | OLK  | Fajn Radio                  | 0.050    | v          |
| 87.600          |             | Náchod/ul. Raisova 1817                              | HKK  | Fajn Radio                  | 0.050    | v          |
| 87.600          |             | Ostrava/Hladnov-vodojem                              | MSK  | Country Radio               | 0.050    | v          |
| 87.600          |             | Harrachov/skokanské můstky                           | LBK  | Hitrádio Černá Hora         | 0.020    | v          |
| 87.600          |             | Pec pod Sněžkou/hotel Horizont                       | HKK  | Hitrádio Černá Hora         | 0.020    | v          |
| 87.600          |             | Špindlerův Mlýn/škola (č.p. 31)                      | HKK  | Hitrádio Černá Hora         | 0.020    | v          |
| 87.700          |             | Kutná Hora/Kaňk (ČRa)                                | STČ  | Country Radio               | 0.200    | v          |
| 87.800          |             | Králíky/Suchý vrch                                   | PAK  | Hitrádio Černá Hora         | 1.000    | v          |
| 87.800          |             | Praha/spalovna Malešice                              | PHA  | Rádio Blaník                | 1.000    | v          |
| 87.800          |             | Karlovy Vary/Bohatice-Jáchymovská 135/22             | KVK  | Signál rádio                | 0.200    | v          |
| 87.800          |             | České Budějovice/Pražská tř. 2306/14 (Clarion Hotel) | JHČ  | Radio Kiss                  | 0.100    | v          |
| 87.900          |             | Jihlava/Strážník I.                                  | VYS  | ČRo Vysočina                | 10.000   | c          |
| 87.900          |             | Tachov/Bor - vrch Lobatín (VDF)                      | PLK  | Country Radio               | 0.200    | v          |
| 87.900          |             | Písek/Alšovo náměstí 74/11                           | JHČ  | Fajn Radio                  | 0.100    | v          |
| 87.900          |             | Valašské Meziříčí/Štěpánov (TVp)                     | ZLK  | Radio Čas Rock              | 0.100    | v          |
| 88.000          | K           | Zlín/Jižní svahy-ul.Středová 4786                    | ZLK  | Expres FM                   | 0.100    | v          |
| 88.000          |             | Teplice/Komáří hůrka-hotel                           | ULK  | Evropa 2                    | 0.500    | v          |
| 88.000          |             | Tábor/ul. Zavadilská 2842                            | JHČ  | Hitrádio Faktor             | 0.200    | v          |
| 88.000          |             | Český Krumlov/Liščí hora (O2)                        | JHČ  | Hitrádio Faktor             | 0.100    | v          |
| 88.000          |             | Pardubice/Dubina - Bartoňova 831                     | PAK  | Hey Radio                   | 0.100    | v          |
| 88.000          |             | Rokycany/ul. Františka Kotyzy - komín                | PLK  | Hitrádio FM Plus            | 0.100    | v          |
| 88.000          |             | Znojmo/ul. Pražská 1531/8                            | JHM  | Hey Radio                   | 0.100    | v          |
| 88.100          |             | Jeseník/Praděd                                       | OLK  | Hitrádio Orion              | 10.000   | h          |
| 88.100          |             | Liberec/Ještěd                                       | LBK  | Evropa 2                    | 1.000    | v          |
| 88.100          |             | Sušice/Svatobor                                      | PLK  | Hitrádio FM Plus            | 0.150    | v          |
| 88.100          |             | Třebíč/U Kostelíčka (ČRa)                            | VYS  | ČRo Vltava                  | 0.100    | v          |
| 88.200          |             | Praha/Petřín                                         | PHA  | Evropa 2                    | 5.000    | c          |
| 88.200          |             | Slavonice/ul. Wolkerova 271                          | JHČ  | ČRo České Budějovice        | 1.000    | v          |
| 88.200          |             | Uherské Hradiště/ul. Nad Špitálkami 1038             | ZLK  | Rádio Kroměříž              | 0.200    | v          |
| 88.200          |             | Prachatice/ul. Zvolenská 510                         | JHČ  | Country Radio               | 0.100    | v          |
| 88.200          |             | Cheb/ul. Wolkerova 150/12                            | KVK  | ČRo Dvojka                  | 0.050    | v          |
| 88.300          |             | Brno/Hády                                            | JHM  | Radio Kiss                  | 10.000   | h          |
| 88.300          |             | Karlovy Vary/Bohatice-Jáchymovská 59/98              | KVK  | Rádio Blaník                | 0.200    | v          |
| 88.300          |             | Pelhřimov/Vlásenická vodárna                         | VYS  | Hey Radio                   | 0.100    | v          |
| 88.300          |             | Strakonice/letiště                                   | JHČ  | Rádio Otava                 | 0.050    | v          |
| 88.300          | P           | Hranice/ul. Nová 1828                                | OL   | Evropa 2                    | 0.100    | v          |
| 88.400          |             | České Budějovice/Rudolfov - Baba (O2)                | JHČ  | Rádio Blaník                | 1.000    | v          |
| 88.400          |             | Beroun/Záhrabská - vrch Herinky (O2)                 | STČ  | ČRo Dvojka                  | 0.200    | v          |
| 88.400          |             | Varnsdorf/Jedlová                                    | ULK  | ČRo Vltava                  | 0.200    | v          |
| 88.400          |             | Jihlava/Rudný (Schatzberg) ČRa                       | VYS  | ČRo Vltava                  | 0.100    | v          |
| 88.400          |             | Kroměříž/ul. Spáčilova 3033/3                        | ZLK  | Radio Haná                  | 0.100    | v          |
| 88.500          |             | Trutnov/Černá hora                                   | HKK  | ČRo Radiožurnál             | 10.715   | h          |
| 88.500          |             | Chomutov/ul. Bezručova 4512                          | ULK  | Radio Beat                  | 0.200    | v          |
| 88.500          |             | Uherský Brod/TVp Králov                              | ZLK  | Evropa 2                    | 0.200    | v          |
| 88.500          |             | Valašské Meziříčí/Štěpánov (TVp)                     | ZLK  | Radio Kiss                  | 0.100    | v          |
| 88.500          |             | Vsetín/Rokytnice-Pod Bečevnou II.                    | ZLK  | Radio Kiss                  | 0.100    | v          |
| 88.600          |             | Klatovy/Doubrava                                     | PLK  | ČRo Vltava                  | 10.000   | h          |
| 88.600          |             | Opava/ul. Hillova - vodárna                          | MSK  | Hitrádio Orion              | 0.500    | v          |
| 88.600          |             | Sokolov/TVp - ul. Halasova                           | KVK  | ČRo Plus                    | 0.100    | v          |
| 88.600          |             | Zlín/ul.Šedesátá - komín                             | ZLK  | Hitrádio Orion              | 0.100    | v          |
| 88.600          | P           | Klimkovice/Janová (D1-351km)                         | MSK  | Fresh radio Ostrava         | 0.050    | v          |
| 88.600          |             | Zábřeh/ul. Leštinská 32 (silo ZZN)                   | OLK  | Radio Čas                   | 0.050    | v          |
| 88.700          |             | Tábor/osada Šibenný vrch (k.č. 5304/11)              | JHČ  | Radio Proglas               | 1.000    | v          |
| 88.700          |             | Hranice/Slavíč (O2)                                  | OLK  | ČRo Olomouc                 | 0.200    | v          |
| 88.700          |             | Jeseník/lázně Jeseník - TVp                          | OLK  | ČRo Dvojka                  | 0.200    | h          |
| 88.700          |             | Velké Meziříčí/Fajtův kopec (horský hotel)           | VYS  | Radio Kiss                  | 0.200    | v          |
| 88.700          |             | Blansko/ul. Dvorská 20/1497                          | JHM  | Radio Haná SkyRock          | 0.100    | v          |
| 88.700          |             | Moravská Třebová/Křížový vrch - vodárna              | PAK  | Radio Haná SkyRock          | 0.100    | v          |
| 88.800          |             | Ústí nad Labem/Buková hora                           | ULK  | ČRo Sever                   | 100.000  | h          |
| 88.800          |             | Prostějov/ul. Za Drahou 4332/4 (silo Moragro)        | OLK  | Country Radio               | 0.200    | v          |
| 88.900          |             | Hodonín/Babí lom                                     | JHM  | Rádio Jih                   | 10.000   | h          |
| 88.900          |             | Jihlava/Dr. Jiřího Procházky 5281/20                 | VYS  | Rock Radio                  | 0.200    | v          |
| 88.900          |             | Vysoké Mýto/Bučkův kopec (TVp)                       | PAK  | ČRo Pardubice               | 0.200    | v          |
| 88.900          |             | Bruntál/ul. Opavská                                  | MSK  | Radio Čas Rock              | 0.100    | v          |
| 89.000          |             | Ostrava/Hošťálkovice                                 | MSK  | Rádio Impuls                | 42.657   | h          |
| 89.000          |             | Písek/Jarník                                         | JHČ  | Rock Radio                  | 1.000    | v          |
| 89.000          |             | Dačice/Urbanečský vrch (O2)                          | JHČ  | Radio Kiss                  | 0.500    | v          |
| 89.000          |             | Praha/Zelený pruh                                    | PHA  | Dance Rádio                 | 0.200    | v          |
| 89.000          |             | Chotěboř/Počátky - vrch Počátek (O2)                 | VYS  | Signál rádio                | 0.100    | v          |
| 89.000          |             | Dvůr Králové nad Labem/ul. 28. října (komín)         | HKK  | Rock Radio                  | 0.100    | v          |
| 89.100          |             | Plzeň/Krašov                                         | PLK  | ČRo Radiožurnál             | 89.125   | h          |
| 89.100          |             | Šumperk/Kolšov - vrch Markovice                      | OLK  | Country Radio               | 0.500    | v          |
| 89.100          |             | Velké Meziříčí/ul. Třebíčská 64                      | VYS  | Rádio Krokodýl              | 0.300    | v          |
| 89.100          |             | Hradec Králové/ul. Uhelná 867/1                      | HKK  | Fajn Radio                  | 0.100    | v          |
| 89.200          | K           | Jihlava/Dr. Jiřího Procházky 5281/20                 | VYS  | Expres FM                   | 0.100    | v          |
| 89.200          |             | Mnichovo Hradiště/Káčov                              | STČ  | Signál rádio                | 0.100    | v          |
| 89.200          |             | Jindřichův Hradec/ul. Kosmonautů 31                  | JHČ  | Rock Radio                  | 0.050    | v          |
| 89.200          |             | Újezd u Brna/Stará hora                              | JHM  | Hitrádio City Brno          | 0.050    | v          |
| 89.300          |             | Benešov/Lbosín-rozhledna Březák                      | STČ  | Hey Radio                   | 5.000    | v          |
| 89.300          |             | Bystřice p. Hostýnem/Kelčský Javorník                | ZLK  | Hitrádio Orion              | 0.500    | v          |
| 89.300          |             | Teplice/Ve Chvojkách                                 | ULK  | Fajn Radio                  | 0.200    | v          |
| 89.300          |             | Prachatice/Šibeniční vrch (vodárna)                  | JHČ  | Evropa 2                    | 0.100    | v          |
| 89.300          |             | Český Krumlov/Liščí hora (O2)                        | JHČ  | Rock Radio                  | 0.050    | v          |
| 89.300          |             | Děčín/Chlum I. (stožár Policie)                      | ULK  | Fajn Radio                  | 0.050    | v          |
| 89.400          |             | Boskovice/Habří                                      | JHM  | Radio Kiss                  | 0.500    | v          |
| 89.400          |             | Trutnov/Pilníkov                                     | HKK  | Radio Kiss                  | 0.200    | v          |
| 89.500          |             | Praha/ul. Vinohradská 2396/184 - Stimbuilding        | PHA  | Country Radio               | 5.000    | v          |
| 89.500          |             | Třinec/Godula                                        | MSK  | Radio Čas Rock              | 1.000    | v          |
| 89.500          |             | Písek/Hradišťský vrch-vodárna                        | JHČ  | Radio Proglas               | 0.500    | v          |
| 89.500          |             | Karlovy Vary/horní nádraží                           | KVK  | Frekvence 1                 | 0.100    | v          |
| 89.500          |             | Šumperk/ul. Vrchlického 14                           | OLK  | Fajn Radio                  | 0.100    | v          |
| 89.500          |             | Vsetín/Rokytnice-Pod Bečevnou (ČRa)                  | ZLK  | ČRo Zlín                    | 0.080    | h          |
| 89.500          |             | Brno/Husovice-ul.Míčkova 929/2                       | JHM  | ČRo Radiožurnál             | 0.050    | v          |
| 89.500          |             | Cheb/Špitálský vrch                                  | KVK  | ČRo Karlovy Vary            | 0.050    | v          |
| 89.600          |             | Zlín/Tlustá hora                                     | ZLK  | Rock Radio                  | 10.000   | h          |
| 89.600          |             | Znojmo/Kuchařovice                                   | JHM  | ČRo Dvojka                  | 3.000    | v          |
| 89.600          |             | Plzeň/Krkavec                                        | PLK  | Frekvence 1                 | 1.000    | h          |
| 89.600          |             | Jindřichův Hradec/sídliště Vajgar 531                | JHČ  | ČRo Dvojka                  | 0.100    | v          |
| 89.700          |             | Pardubice/Krásné                                     | PAK  | ČRo Radiožurnál             | 100.000  | h          |
| 89.700          |             | Chomutov/Černovice-silo AgroZZN                      | ULK  | Rock Radio                  | 0.200    | v          |
| 89.700          |             | Opava/silo ZZN - ul. Otická 37                       | MSK  | Radio Čas Rock              | 0.158    | v          |
| 89.700          |             | Blatná/ul. Na Bílé husi 820                          | JHČ  | Rádio Otava                 | 0.100    | v          |
| 89.700          |             | Mariánské Lázně/Školní náměstí 582/9b (Ural)         | KVK  | ČRo Plus                    | 0.100    | v          |
| 89.700          |             | Sušice/ul. Chmelenská 117 (nemocnice)                | PLK  | ČRo Dvojka                  | 0.100    | v          |
| 89.800          |             | České Budějovice/komín teplárny                      | JHČ  | Rádio Z                     | 1.000    | v          |
| 89.800          |             | Ostrava/Hladnov-vodojem                              | MSK  | Radio Kiss                  | 0.050    | v          |
| 89.900          |             | Liberec/Ještěd                                       | LBK  | ČRo Dvojka                  | 15.000   | h          |
| 89.900          |             | Valašské Meziříčí/Strážka                            | ZLK  | ČRo Vltava                  | 1.000    | v          |
| 89.900          |             | Bruntál/ul. Zahradní - silo                          | MSK  | Radio Kiss                  | 0.200    | v          |
| 90.000          |             | Plzeň/Radeč                                          | PLK  | Radio Kiss                  | 10.000   | h          |
| 90.000          |             | Cheb/Špitálský vrch                                  | KVK  | Hitrádio FM Plus            | 1.000    | v          |
| 90.000          |             | Šumperk/Temenice-vodárna                             | OLK  | Rádio Blaník                | 1.000    | v          |
| 90.000          |             | Prostějov/Krupovec                                   | OLK  | Rádio Blaník                | 0.200    | v          |
| 90.000          |             | Aš/Skřivánčí vrch                                    | KVK  | Hitrádio FM Plus            | 0.100    | h          |
| 90.000          |             | Blansko/Zborovce-ul. Okružní 1964/1                  | JHM  | Radio Beat                  | 0.100    | v          |
| 90.100          |             | Třebíč/komín teplárny Horky                          | VYS  | ČRo Vysočina                | 0.200    | v          |
| 90.100          |             | Svitavy/ul.Průmyslová (jižní silo ZZN)               | PAK  | Radio Haná                  | 0.151    | v          |
| 90.100          |             | Opava/ul. Bartoníčkova 1644/5                        | MSK  | Color Music Radio           | 0.100    | v          |
| 90.100          |             | Strakonice/ul. Stavbařů 207                          | JHČ  | Hitrádio Faktor             | 0.100    | v          |
| 90.100          |             | Vlašim/Psáře-LukOil (D1-45km)                        | STČ  | Rádio Impuls                | 0.050    | v          |
| 90.200          |             | Kutná Hora/Kaňk (ČRa)                                | STČ  | Radio Kiss                  | 1.000    | v          |
| 90.200          |             | Ústí nad Labem/Svádov (O2)                           | ULK  | Rock Radio                  | 0.200    | v          |
| 90.200          |             | Znojmo/ul. Pražská 1527/14                           | JHM  | Rádio Impuls                | 0.200    | v          |
| 90.200          |             | Hodonín/ul. Lipová alej 3087/1 (JMA)                 | JHM  | Evropa 2                    | 0.100    | v          |
| 90.200          |             | Rýmařov/Stráň-vodárna                                | MSK  | Radio Haná SkyRock          | 0.100    | v          |
| 90.300          |             | Klatovy/Doubrava                                     | PLK  | ČRo Dvojka                  | 10.000   | v          |
| 90.300          |             | Praha/stadion Rošického II                           | PHA  | Expres FM                   | 5.000    | v          |
| 90.300          |             | Zlín/Tlustá hora                                     | ZLK  | Radio Kiss                  | 2.754    | h          |
| 90.300          |             | Karlovy Vary/Bohatice-Jáchymovská 349/80             | KVK  | Rádio Blaník                | 0.200    | v          |
| 90.300          |             | Liberec/Vratislavice-Východní 301                    | LBK  | Rock Radio                  | 0.200    | h          |
| 90.300          |             | Jihlava/Holý vrch (Kohlhübel) O2                     | VYS  | Country Radio               | 0.100    | v          |
| 90.400          |             | Brno/Hády                                            | JHM  | ČRo Vltava                  | 5.754    | h          |
| 90.400          |             | Varnsdorf/Jedlová                                    | ULK  | Hitrádio Contact            | 0.200    | v          |
| 90.400          |             | Ostrava/Hladnov-vodojem                              | MSK  | Radio Beat                  | 0.100    | v          |
| 90.400          |             | Příbram/Březové hory (ČRa)                           | STČ  | ČRo Dvojka                  | 0.050    | v          |
| 90.500          |             | Trutnov/Černá hora                                   | HKK  | ČRo Hradec Králové          | 19.952   | h          |
| 90.500          |             | České Budějovice/komín teplárny                      | JHČ  | Evropa 2                    | 1.600    | v          |
| 90.500          |             | Sokolov/ul. Tovární - komín                          | KVK  | Evropa 2                    | 0.200    | v          |
| 90.500          |             | Terezín/ul. Na Krétě - vodojem                       | ULK  | Hitrádio North Music        | 0.100    | v          |
| 90.600          |             | Chomutov/ul. Lipská 4696 - vodárna                   | ULK  | Hitrádio North Music        | 4.000    | v          |
| 90.600          |             | Bystřice p. Hostýnem/Hostýn - rozhledna              | ZLK  | Radio Proglas               | 1.000    | v          |
| 90.600          |             | Sušice/Svatobor (CRa)                                | PLK  | ČRo Radiožurnál             | 0.800    | h          |
| 90.600          |             | Opava/silo ZZN - ul. Otická 37                       | MSK  | Radio Čas                   | 0.251    | v          |
| 90.600          |             | Beroun/rozhledna Městská hora                        | STČ  | Fajn Radio                  | 0.100    | v          |
| 90.700          |             | Jihlava/Javořice                                     | VYS  | ČRo Radiožurnál             | 20.000   | h          |
| 90.700          |             | Liberec/Výšina                                       | LBK  | Radio Kiss                  | 0.500    | v          |
| 90.700          |             | Javorník/ul. Partyzánská (TVp)                       | OLK  | ČRo Plus                    | 0.100    | v          |
| 90.700          |             | Praha/stadion Rošického I                            | PHA  | Color Music Radio           | 0.100    | v          |
| 90.700          |             | Frýdek-Místek/El. Krásnohorské 2255 (nemocnice, D)   | MSK  | Hey Radio                   | 0.050    | v          |
| 90.800          |             | Domažlice/Veselá hora - Sv. Vavřinec                 | PLK  | Country Radio               | 0.200    | v          |
| 90.800          |             | Svitavy/Opatov (VDF)                                 | PAK  | Radio Kiss                  | 0.200    | v          |
| 90.800          |             | Rýmařov/Janušovský lom                               | MSK  | ČRo Dvojka                  | 0.050    | v          |
| 90.900          |             | Ústí nad Labem/Buková hora                           | ULK  | ČRo Radiožurnál             | 100.000  | h          |
| 90.900          |             | Znojmo/Deblínek (O2)                                 | JHM  | Radio Kiss                  | 0.500    | v          |
| 91.000          |             | Ostrava/Hošťálkovice                                 | MSK  | Frekvence 1                 | 70.794   | h          |
| 91.000          |             | Karlovy Vary/Tři kříže                               | KVK  | ČRo Karlovy Vary            | 1.000    | h          |
| 91.000          |             | Plzeň/Košutka (O2)                                   | PLK  | ČRo Plzeň                   | 1.000    | v          |
| 91.000          |             | Brno/Nad Pisárkami 276/1 (hotel Myslivna)            | JHM  | Radio Beat                  | 0.500    | v          |
| 91.000          |             | Mariánské Lázně/Úšovice-Havlíčkova 599/5             | KVK  | Evropa 2                    | 0.100    | v          |
| 91.000          |             | Vlašim/ul. Komenského 1414                           | STČ  | ČRo Plus                    | 0.100    | v          |
| 91.100          |             | České Budějovice/Kleť - ČRa                          | JHČ  | ČRo Radiožurnál             | 77.624   | h          |
| 91.100          |             | Hradec Králové/Hoděšovice                            | HKK  | Radio Kiss                  | 1.000    | v          |
| 91.100          |             | Vyškov/Manerov - Holý kopec (O2)                     | JHM  | Radio Beat                  | 0.200    | v          |
| 91.100          |             | Valašské Klobouky/Suchý vrch-vodárna                 | ZLK  | Radio Čas                   | 0.150    | v          |
| 91.200          |             | Praha/Petřín                                         | PHA  | ČRo Dvojka                  | 2.500    | c          |
| 91.200          |             | Uherské Hradiště/Staré Město-Jalubská                | ZLK  | Rock Radio                  | 0.200    | v          |
| 91.200          |             | Velké Meziříčí/ul. Františky Stránecké 40            | VYS  | Hitrádio Vysočina           | 0.100    | v          |
| 91.300          |             | Jeseník/Praděd                                       | OLK  | ČRo Radiožurnál             | 20.000   | h          |
| 91.300          |             | Liberec/Vratislavice-Východní 301                    | LBK  | ČRo Plus                    | 0.500    | h          |
| 91.400          |             | Plzeň/Krašov                                         | PLK  | Rádio Impuls                | 67.608   | h          |
| 91.400          |             | Hodonín/ul. Krátká 4145/6 (silo Cukrovaru)           | JHM  | Rádio Jih Cimbálka          | 0.500    | v          |
| 91.400          |             | Havlíčkův Brod/vodárna Knyk                          | VYS  | Radio Beat                  | 0.251    | v          |
| 91.400          |             | Trutnov/Pilníkov                                     | HKK  | Radio Beat                  | 0.150    | v          |
| 91.400          |             | Kolín/ul. Bezručova 395                              | STČ  | Rock Radio                  | 0.100    | v          |
| 91.400          |             | Rosice/Rebušiny O2 (D1-181km)                        | JHM  | Radio Beat                  | 0.100    | v          |
| 91.500          |             | Blansko/Olešná (TVp)                                 | JHM  | ČRo Plus                    | 0.100    | v          |
| 91.500          |             | Turnov/ul. Sobotecká 1660                            | LBK  | ČRo Liberec                 | 0.100    | v          |
| 91.600          |             | Pardubice/Opatovice nad Labem I                      | PAK  | Fajn Radio                  | 5.000    | v          |
| 91.600          |             | Děčín/Děčínský Sněžník - penzion                     | ULK  | Rádio Blaník                | 1.000    | v          |
| 91.600          |             | České Budějovice/ul. B. Němcové 12/2                 | JHČ  | Hey Radio                   | 0.200    | v          |
| 91.600          |             | Nový Jičín/ul. Jeremenkova - silo                    | MSK  | Radio Čas Rock              | 0.100    | v          |
| 91.600          |             | Příbram/ul. Drkolnovská 286                          | STČ  | Frekvence 1                 | 0.100    | v          |
| 91.600          |             | Velké Meziříčí/ul. Třebíčská 64                      | VYS  | Country Radio               | 0.100    | v          |
| 91.600          | N           | Rousínov/Čechyně 147                                 | JHM  |                             | 0.050    | v          |
| 91.700          |             | Zlín/Mladcová                                        | ZLK  | Hitrádio Zlín               | 5.011    | c          |
| 91.700          |             | Benešov/Mariánovice                                  | STČ  | Rádio Bonton                | 0.200    | v          |
| 91.700          |             | Mělník/ul. Slovany 2753/4                            | STČ  | Hitrádio North Music        | 0.200    | v          |
| 91.700          |             | Mladá Boleslav/Čejetice (Vodafone)                   | STČ  | Hitrádio Černá Hora         | 0.200    | v          |
| 91.700          |             | Sezimovo Ústí/náměstí T.Bati 663                     | JHČ  | Rádio Bonton                | 0.200    | v          |
| 91.700          |             | Hustopeče u Brna/Novosady (Vodafone)                 | JHM  | Radio Čas                   | 0.160    | v          |
| 91.700          |             | Jeseník/lázně Jeseník - Priessnitzova 90/51          | OLK  | Radio Čas                   | 0.100    | v          |
| 91.800          |             | Kašperské Hory/Javorník                              | JHČ  | Rock Radio                  | 0.500    | v          |
| 91.800          |             | Třebíč/ul. Koželužská - komín BOPO                   | VYS  | Country Radio               | 0.300    | v          |
| 91.800          |             | Karlovy Vary/Bohatice-Jáchymovská 135/22             | KVK  | Rock Radio                  | 0.200    | v          |
| 91.800          |             | Plzeň/Anglické nábřeží 2434/1 (BCB)                  | PLK  | Rock Radio                  | 0.200    | v          |
| 91.800          |             | Svitavy/Opatov (VDF)                                 | PAK  | Country Radio               | 0.200    | v          |
| 91.800          |             | Rakovník/ul. Fojtíkova 2405                          | STČ  | Fajn Radio                  | 0.150    | v          |
| 91.800          |             | Bruntál/ul. Zahradní - silo                          | MSK  | Radio Haná SkyRock          | 0.100    | v          |
| 91.800          |             | Kyjov/Nětčice - silo                                 | JHM  | Rádio Jih Cimbálka          | 0.100    | v          |
| 91.800          |             | Cheb/ul. Dvořákova 2218/5                            | KVK  | Rock Radio                  | 0.050    | v          |
| 91.800          |             | Ostrava/ul. Vítkovická 3083/1 - ČSAD                 | MSK  | ČRo Plus                    | 0.050    | v          |
| 91.900          |             | Praha/stadion Rošického I                            | PHA  | Radio 1                     | 5.000    | v          |
| 91.900          |             | Boskovice/Habří II.                                  | JHM  | Rádio Krokodýl              | 0.300    | v          |
| 91.900          |             | Žďár nad Sázavou/ul. Jihlavská-silo ZZN              | VYS  | Country Radio               | 0.100    | v          |
| 91.900          |             | Hranice/Pod Hůrkou - komín                           | OLK  | Radio Haná                  | 0.100    | v          |
| 91.900          |             | Zábřeh/Jestřebí-stožár u ZD                          | OLK  | Radio Haná                  | 0.100    | v          |
| 91.900          |             | Hradec nad Moravicí/Kalvárie (TVp)                   | MSK  | ČRo Ostrava                 | 0.050    | v          |
| 92.000          |             | Jindřichův Hradec/Děbolín (Vodafone)                 | JHČ  | Country Radio               | 0.200    | v          |
| 92.000          |             | Most/ul. Moskevská 14 (SHD)                          | ULK  | Fajn Radio                  | 0.200    | v          |
| 92.000          |             | Děčín/Letná - Slovanská 55 (SPŠ)                     | ULK  | Rock Radio                  | 0.100    | v          |
| 92.000          |             | Olomouc/Slavonín (vysílač Sigma)                     | OLK  | Radio Metropole             | 0.050    | v          |
| 92.100          |             | Trutnov/Černá hora                                   | HKK  | Rádio Impuls                | 10.964   | h          |
| 92.100          |             | Třinec/Malý Javorový                                 | MSK  | ČRo Radiožurnál             | 1.000    | h          |
| 92.100          |             | Liberec/ul. Matoušova 62/3                           | LBK  | Rádio Impuls                | 0.200    | v          |
| 92.100          |             | Uherský Brod/ul. Vazová 2046 (silo ZZN)              | ZLK  | Radio Čas                   | 0.200    | v          |
| 92.100          |             | Tábor/9. května 2471/2 - hotel Palcát                | JHČ  | Rock Radio                  | 0.100    | v          |
| 92.100          |             | Vsetín/Rokytnice-Pod Bečevnou (ČRa)                  | ZLK  | ČRo Radiožurnál             | 0.080    | h          |
| 92.200          |             | Karlovy Vary/Bohatice-Jáchymovská 349/80             | KVK  | Fajn Radio                  | 0.200    | v          |
| 92.200          |             | Příbram/ul. Drkolnovská 286                          | STČ  | Country Radio               | 0.200    | v          |
| 92.200          |             | Plzeň/Anglické nábřeží 2434/1 (BCB)                  | PLK  | Evropa 2                    | 0.200    | v          |
| 92.200          |             | Rosice/Rebušiny O2 (D1-181km)                        | JHM  | Radio Čas                   | 0.150    | v          |
| 92.200          |             | Pelhřimov/Vlásenická vodárna                         | VYS  | Country Radio               | 0.100    | v          |
| 92.200          |             | Písek/ul. Karla Čapka 402/3 (SPŠ)                    | JHČ  | Rádio Otava                 | 0.100    | v          |
| 92.200          |             | Velké Meziříčí/ul. Třebíčská 62                      | VYS  | Radio Čas                   | 0.100    | v          |
| 92.200          |             | Hodonín/ul. Koupelní 3759/2                          | JHM  | Country Radio               | 0.050    | v          |
| 92.200          |             | Horažďovice/ul. Karla Němce (vodojem)                | JHČ  | Rádio Otava                 | 0.050    | v          |
| 92.300          |             | Olomouc/Pohořany-Jedová hora                         | OLK  | Radio Haná                  | 5.000    | v          |
| 92.300          |             | Kladno/Kožova hora                                   | STČ  | Radio Relax                 | 1.000    | v          |
| 92.300          |             | České Budějovice/Rudolfovská tř. 1982/23             | JHČ  | Radio Proglas               | 0.500    | v          |
| 92.400          |             | Sedlec-Prčice/Javorová skála (stožár AČR)            | JHČ  | Hitrádio FM Plus            | 0.500    | v          |
| 92.400          |             | Klatovy/ul. Plánická 171                             | PLK  | Expres FM                   | 0.100    | v          |
| 92.400          |             | Rumburk/ul. Karoliny Světlé 233/4                    | ULK  | Radio Kiss                  | 0.100    | v          |
| 92.400          |             | Třebíč/ul. Koželužská - komín BOPO                   | VYS  | Radio Kiss                  | 0.100    | v          |
| 92.400          |             | Teplice/Boží prst                                    | ULK  | Rock Radio                  | 0.100    | v          |
| 92.400          |             | Znojmo/ul. Pražská 1531/8                            | JHM  | Color Music Radio           | 0.100    | v          |
| 92.400          |             | Břeclav/ul. Jana Palacha 34                          | JHM  | Country Radio               | 0.050    | v          |
| 92.500          |             | Valašské Meziříčí/Radhošť                            | MSK  | ČRo Radiožurnál             | 7.000    | h          |
| 92.500          |             | Mariánské Lázně/Dyleň                                | KVK  | Rádio Blaník                | 5.000    | v          |
| 92.500          |             | Jihlava/Holý vrch (Kohlhübel) O2                     | VYS  | Radio Beat                  | 0.251    | v          |
| 92.500          |             | Kutná Hora/nemocnice                                 | STČ  | Rock Radio                  | 0.100    | v          |
| 92.500          |             | Český Krumlov/ul. Lipová 157                         | JHČ  | Color Music Radio           | 0.050    | v          |
| 92.600          |             | Brno/Hády                                            | JHM  | ČRo Plus                    | 5.754    | h          |
| 92.600          |             | Praha/Mahlerovy sady (Praha-Žižkov)                  | PHA  | ČRo Plus                    | 5.000    | h          |
| 92.600          |             | Písek/Hradišťský vrch-vodárna                        | JHČ  | Radio Kiss                  | 0.200    | v          |
| 92.600          | K           | Uherské Hradiště/Velehradská třída 1217              | JHM  | ČRo Plus                    | 0.100    | v          |
| 92.600          |             | Pardubice/ul. Studentská 84 (VŠ koleje)              | PAK  | Hitrádio Černá Hora         | 0.062    | v          |
| 92.700          |             | Děčín/Letná - Slovanská 55 (SPŠ)                     | ULK  | Evropa 2                    | 0.200    | v          |
| 92.700          |             | Zlín/Příluky                                         | ZLK  | Country Radio               | 0.200    | v          |
| 92.700          |             | Česká Lípa/vodárna                                   | LBK  | Hey Radio                   | 0.100    | v          |
| 92.700          |             | Jablonec nad Nisou/ul. Na Výšině 3214/15             | LBK  | Fajn Radio                  | 0.100    | h          |
| 92.700          |             | Křivsoudov/Hraběšín (D1-68km)                        | STČ  | Country Radio               | 0.100    | v          |
| 92.700          |             | Rokycany/ul. Františka Kotyzy - komín                | PLK  | Country Radio               | 0.100    | v          |
| 92.800          |             | Ostrava/Dobroslavice                                 | MSK  | Radio Čas                   | 5.000    | c          |
| 92.800          |             | Náchod/Dobrošov                                      | HKK  | Hitrádio Černá Hora         | 1.000    | v          |
| 92.800          |             | Olomouc/Radíkov (ČRa)                                | OLK  | ČRo Olomouc                 | 0.800    | h          |
| 92.800          |             | Znojmo/ul. Dvořákova 2924/21                         | JHM  | Rádio Blaník                | 0.200    | v          |
| 92.800          |             | Hodonín/ul. Koupelní 3759/2                          | JHM  | Rádio Blaník                | 0.100    | v          |
| 92.800          |             | Litoměřice/Želetice 32 (Kovošrot)                    | ULK  | ČRo Plus                    | 0.100    | v          |
| 92.800          |             | Prachatice/ul. Národní 1010                          | JHČ  | Rádio Blaník                | 0.100    | v          |
| 92.900          |             | Dačice/Červený vrch (hasiči)                         | JHČ  | Rádio Česká Kanada          | 1.000    | h          |
| 92.900          |             | Mladá Boleslav/Chloumek - vrch Kněžský               | STČ  | Radio Kiss                  | 1.000    | v          |
| 92.900          |             | Klatovy/Doubrava                                     | PLK  | Radio Kiss                  | 0.500    | v          |
| 92.900          |             | Český Krumlov/Horní Brána-vodárna                    | JHČ  | Radio Beat                  | 0.200    | v          |
| 92.900          |             | Svitavy/komín TOS Svitavy                            | PAK  | Rádio Blaník                | 0.200    | v          |
| 92.900          |             | Velké Meziříčí/Vrchovec (ČRa)                        | VYS  | Evropa 2                    | 0.200    | v          |
| 92.900          |             | Valašské Meziříčí/ul. Písečná 1160                   | ZLK  | Rock Radio                  | 0.100    | v          |
| 93.000          |             | Uherský Brod/Černá hora                              | ZLK  | ČRo Radiožurnál             | 1.000    | h          |
| 93.000          |             | Most/Široký vrch                                     | ULK  | Radio Beat                  | 0.400    | v          |
| 93.000          |             | Karlovy Vary/horní nádraží                           | KVK  | Rádio Impuls                | 0.200    | v          |
| 93.100          |             | Votice/Mezivrata                                     | STČ  | ČRo Radiožurnál             | 93.325   | h          |
| 93.100          |             | Brno/Hády                                            | JHM  | ČRo Brno                    | 2.000    | v          |
| 93.100          |             | Kroměříž/ul. Jožky Silného - silo                    | ZLK  | Rádio Blaník                | 0.100    | v          |
| 93.100          |             | Vsetín/Rokytnice-Pod Bečevnou (ČRa)                  | ZLK  | ČRo Plus                    | 0.100    | v          |
| 93.200          |             | Cheb/Špitálský vrch II.                              | KVK  | Rádio Blaník                | 1.000    | v          |
| 93.200          |             | Břeclav/ul. Národních hrdinů (komín cukrovaru)       | JHM  | Rádio Jih Cimbálka          | 0.100    | v          |
| 93.200          |             | Jablunkov/Návsí-Zápolí (O2)                          | MSK  | Frekvence 1                 | 0.100    | v          |
| 93.200          | N           | Luže/ul. Hamzova - kostel Panny Marie                | PAK  |                             | 0.100    | v          |
| 93.300          |             | Jeseník/Praděd                                       | OLK  | Radio Proglas               | 20.000   | h          |
| 93.300          |             | Plzeň/Radeč                                          | PLK  | ČRo Plus                    | 10.000   | h          |
| 93.300          |             | Liberec/Lidové sady-vodárna                          | LBK  | Hitrádio Contact            | 0.500    | v          |
| 93.400          |             | Jihlava/Javořice                                     | VYS  | Frekvence 1                 | 20.000   | h          |
| 93.400          |             | Karlovy Vary/Bohatice-Jáchymovská 349/80             | KVK  | Expres FM                   | 0.200    | v          |
| 93.400          |             | Trutnov/Poříčský hřbet (ČRa)                         | HKK  | ČRo Dvojka                  | 0.100    | v          |
| 93.500          |             | Ústí nad Labem/Buková hora                           | ULK  | Frekvence 1                 | 100.000  | h          |
| 93.500          |             | Klatovy/ul. Voříškova 823                            | PLK  | ČRo Plus                    | 0.200    | v          |
| 93.500          |             | Litomyšl/Nedošín (Vodafone)                          | PAK  | Radio Beat                  | 0.100    | v          |
| 93.500          |             | Vsetín/Rokytnice-Pod Bečevnou II.                    | ZLK  | Radio Beat                  | 0.100    | v          |
| 93.600          |             | Hodonín/Babí lom                                     | JHM  | ČRo Brno                    | 9.100    | h          |
| 93.600          |             | Písek/Kosejřín (O2)                                  | JHČ  | Hitrádio Faktor             | 1.000    | v          |
| 93.600          |             | Cheb/Špitálský vrch                                  | KVK  | Radio Kiss                  | 0.100    | v          |
| 93.700          |             | Ostrava/Hošťálkovice                                 | MSK  | Rádio Blaník                | 39.810   | h          |
| 93.700          |             | Praha/Mahlerovy sady (Praha-Žižkov)                  | PHA  | Hitrádio City 93,7 FM       | 5.000    | h          |
| 93.700          |             | Velké Opatovice/Strážnice (TVp)                      | JHM  | ČRo Pardubice               | 0.100    | v          |
| 93.800          |             | Karlovy Vary/Hory (T-Mobile)                         | KVK  | Evropa 2                    | 1.000    | v          |
| 93.800          |             | Znojmo/Deblínek (O2)                                 | JHM  | Radio Beat                  | 0.251    | v          |
| 93.800          |             | Olomouc/ul. Jeremenkova 1211/40B (Reg.centrum)       | OLK  | Radio Beat                  | 0.200    | v          |
| 93.800          |             | Luhačovice/ul. Hrazanská - vodárna                   | ZLK  | Radio Čas                   | 0.150    | v          |
| 93.800          |             | Sušice/Svatobor                                      | PLK  | Frekvence 1                 | 0.100    | v          |
| 93.900          |             | Pardubice/Krásné                                     | PAK  | Rádio Blaník                | 100.000  | h          |
| 93.900          |             | Zlín/Mladcová                                        | ZLK  | Rádio Z                     | 0.501    | v          |
| 93.900          |             | Ústí nad Labem/Klíše-Střížovický vrch                | ULK  | ČRo Plus                    | 0.100    | v          |
| 94.000          |             | Klatovy/Doubrava                                     | PLK  | Rádio Impuls                | 10.000   | v          |
| 94.100          |             | České Budějovice/Kleť - ČRa                          | JHČ  | Frekvence 1                 | 61.659   | h          |
| 94.100          |             | Valašské Meziříčí/Radhošť                            | MSK  | Frekvence 1                 | 10.000   | h          |
| 94.100          |             | Liberec/ul. Matoušova 62/3                           | LBK  | Signál rádio                | 0.200    | v          |
| 94.100          |             | Cheb/ul. Wolkerova 150/12                            | KVK  | ČRo Plus                    | 0.050    | v          |
| 94.100          |             | Praha/Michle - ul. Chodovská                         | PHA  | Fajn Radio                  | 0.050    | v          |
| 94.200          |             | Chomutov/Jedlová                                     | ULK  | ČRo Dvojka                  | 10.000   | h          |
| 94.200          |             | Boskovice/Habří                                      | JHM  | Rádio Blaník                | 0.316    | v          |
| 94.200          |             | Jičín/ul. Dělnická (silo Cerea)                      | HKK  | Signál rádio                | 0.200    | v          |
| 94.200          |             | Javorník/ul. Partyzánská (TVp)                       | OLK  | ČRo Dvojka                  | 0.100    | v          |
| 94.200          |             | Uherský Brod/vodárna II.                             | ZLK  | Radio Beat                  | 0.100    | v          |
| 94.300          |             | Jihlava/Strážník I.                                  | VYS  | Hitrádio Vysočina           | 10.000   | c          |
| 94.300          |             | Sokolov/TVp - ul. Halasova                           | KVK  | ČRo Radiožurnál             | 0.400    | v          |
| 94.300          |             | Česká Lípa/ul. U Nemocnice 2696                      | LBK  | ČRo Liberec                 | 0.100    | v          |
| 94.300          |             | Zlín/ul.Šedesátá - komín                             | ZLK  | Rádio Blaník                | 0.100    | v          |
| 94.300          |             | Vamberk/ul. Struha 789                               | HKK  | Rádio Orlicko               | 0.050    | v          |
| 94.400          |             | Uničov/vodárna Lipinka                               | OLK  | Fajn Radio                  | 0.500    | v          |
| 94.400          |             | Mladá Boleslav/Kosmonosy                             | STČ  | Radio Beat                  | 0.100    | v          |
| 94.400          |             | Rokycany/ul. Františka Kotyzy - komín                | PLK  | Radio Beat                  | 0.100    | v          |
| 94.400          |             | Vyškov/Manerov - Holý kopec (O2)                     | JHM  | Country Radio               | 0.100    | v          |
| 94.400          |             | Příbram/ul. Ryneček 153                              | STČ  | Fajn Radio                  | 0.050    | v          |
| 94.500          |             | Tábor/Průmyslová čtvrť-U Cihelny 2128/9              | JHČ  | Radio Dechovka              | 0.200    | v          |
| 94.500          |             | Trutnov/Šibeník                                      | HKK  | Country Radio               | 0.200    | v          |
| 94.500          |             | Ústí nad Labem/Kočkov - vodojem                      | ULK  | Rádio Blaník                | 0.200    | v          |
| 94.500          | L           | Pardubice/Polabiny-ul. Družby 338                    | PAK  | Fajn Radio                  | 0.100    | v          |
| 94.500          |             | Jablonec nad Nisou/ul. Na Úbočí 21                   | LBK  | Radio Beat                  | 0.050    | v          |
| 94.600          |             | Praha/Mahlerovy sady (Praha-Žižkov)                  | PHA  | ČRo Radiožurnál             | 5.000    | h          |
| 94.600          |             | Blansko/Olešná (TVp)                                 | JHM  | Evropa 2                    | 0.200    | v          |
| 94.600          | P           | Bruntál/ul. Zahradní - silo                          | MSK  | Country Radio               | 0.200    | v          |
| 94.600          |             | Hranice/Slavíč (VDF)                                 | OLK  | Country Radio               | 0.200    | v          |
| 94.600          |             | Oslavany/Oslavanská stará hora (Vodafone)            | JHM  | Radio Čas                   | 0.150    | v          |
| 94.600          |             | Břeclav/ul. Jana Palacha 34                          | JHM  | Radio Beat                  | 0.100    | v          |
| 94.600          |             | Strakonice/Městský les (O2)                          | JHČ  | Country Radio               | 0.100    | v          |
| 94.600          |             | Jindřichův Hradec/ul. Kosmonautů 31                  | JHČ  | Hitrádio Faktor             | 0.050    | v          |
| 94.700          |             | Ostrava/Dobroslavice                                 | MSK  | Country Radio               | 1.000    | v          |
| 94.700          |             | České Budějovice/Pražská tř. 2306/14 (Clarion Hotel) | JHČ  | Country Radio               | 0.200    | v          |
| 94.700          |             | Karlovy Vary/Bohatice-Jáchymovská 135/22             | KVK  | Rádio Z                     | 0.200    | v          |
| 94.700          |             | Rychnov nad Kněžnou/Litický Chlum                    | HKK  | Hitrádio Černá Hora         | 0.200    | v          |
| 94.700          |             | Broumov/Mírové náměstí                               | HKK  | Hitrádio Černá Hora         | 0.100    | v          |
| 94.800          |             | Zlín/Tlustá hora                                     | ZLK  | ČRo Vltava                  | 5.495    | h          |
| 94.800          |             | Děčín/ul. Litoměřická 133                            | ULK  | Rádio Blaník                | 0.500    | v          |
| 94.800          |             | Žďár nad Sázavou/ul. Jihlavská-silo ZZN              | VYS  | Radio Kiss                  | 0.251    | v          |
| 94.800          |             | Louny/Červený vrch (O2)                              | ULK  | Radio Relax                 | 0.200    | v          |
| 94.800          |             | Mladá Boleslav/Bradlec                               | STČ  | Rádio Bonton                | 0.200    | v          |
| 94.900          |             | Opava/ul. Boženy Němcové 22 (SOUs)                   | MSK  | Country Radio               | 0.200    | v          |
| 94.900          |             | Znojmo/Kraví hora (TVp)                              | JHM  | Frekvence 1                 | 0.200    | v          |
| 94.900          |             | Cheb/Špitálský vrch                                  | KVK  | Evropa 2                    | 0.100    | v          |
| 94.900          |             | Hradec Králové/Plotiště - ul. Předměřická (O2)       | HKK  | Radio Beat                  | 0.100    | v          |
| 94.900          |             | Plzeň/Bory - Heyrovského 480/31                      | PLK  | Signál rádio                | 0.100    | v          |
| 95.000          |             | Votice/Mezivrata                                     | STČ  | Rádio Blaník                | 93.325   | h          |
| 95.000          |             | Jeseník/lázně Jeseník - TVp                          | OLK  | ČRo Radiožurnál             | 0.100    | v          |
| 95.100          |             | Brno/Kojál                                           | JHM  | ČRo Radiožurnál             | 83.176   | h          |
| 95.100          |             | Karlovy Vary/ul. Dvořákova 705/8                     | KVK  | Hey Radio                   | 0.200    | v          |
| 95.100          |             | Dvůr Králové/Zvičina (ČRa)                           | HKK  | Hitrádio Černá Hora         | 0.100    | v          |
| 95.100          |             | Liberec/ul. Husova 357/10 B (nemocnice)              | LBK  | Color Music Radio           | 0.050    | v          |
| 95.200          |             | Ústí nad Labem/Vysoký Ostrý                          | ULK  | Fajn Radio                  | 5.000    | v          |
| 95.200          |             | Klatovy/Doubrava                                     | PLK  | Rock Radio                  | 1.000    | v          |
| 95.300          |             | Praha/ul. Vinohradská 2396/184 - Stimbuilding        | PHA  | Radio Beat                  | 2.500    | v          |
| 95.300          |             | Hradec Králové/ul. Koutníkova - komín ČKD            | HKK  | ČRo Hradec Králové          | 1.000    | v          |
| 95.300          |             | Valašské Meziříčí/Štěpánov (TVp)                     | ZLK  | Rádio Blaník                | 0.200    | v          |
| 95.300          |             | Strakonice/Městský les (O2)                          | JHČ  | Evropa 2                    | 0.100    | v          |
| 95.400          |             | Jihlava/Javořice                                     | VYS  | ČRo Plus                    | 20.000   | h          |
| 95.400          |             | Frýdek-Místek/ul.Pionýrů 1757                        | MSK  | Evropa 2                    | 0.200    | v          |
| 95.400          |             | Hodonín/ul. Lipová alej 3211/17                      | JHM  | Rádio Krokodýl              | 0.100    | v          |
| 95.400          |             | Přerov/ul. Polní - severní silo                      | OLK  | Rádio Blaník                | 0.100    | v          |
| 95.500          |             | Vrbno pod Pradědem/Anenský vrch                      | MSK  | ČRo Ostrava                 | 1.000    | v          |
| 95.500          |             | České Budějovice/Pražská tř.2354/139                 | JHČ  | Radio Dechovka              | 0.080    | ?          |
| 95.500          |             | Brno/ul. Barvičova 85 (Gymnázium)                    | JHM  | Radio Čas                   | 0.200    | v          |
| 95.500          |             | Liberec/Javorník                                     | LBK  | Country Radio               | 0.200    | v          |
| 95.500          |             | Zlín/Příluky                                         | ZLK  | Evropa 2                    | 0.200    | v          |
| 95.500          |             | Ústí nad Orlicí/Andrlův Chlum (Hvězda)               | PAK  | Rádio Orlicko               | 0.100    | v          |
| 95.600          |             | Plzeň/Krašov                                         | PLK  | ČRo Vltava                  | 89.125   | h          |
| 95.600          |             | Olomouc/ul. Foerstrova 970/1                         | OLK  | Hitrádio Orion              | 0.250    | v          |
| 95.600          |             | Boskovice/Habří                                      | JHM  | Rádio Blaník                | 0.100    | v          |
| 95.600          |             | Uherský Brod/vodárna II.                             | ZLK  | Country Radio               | 0.100    | v          |
| 95.600          |             | Vsetín/Škývarka                                      | ZLK  | Rock Radio                  | 0.100    | c          |
| 95.600          |             | Znojmo/Deblínek (O2)                                 | JHM  | Country Radio               | 0.100    | v          |
| 95.700          |             | Praha/Pankrác - Motokov                              | PHA  | Signál rádio                | 0.800    | m          |
| 95.700          |             | Hradec Králové/Plotiště - ul. Předměřická (O2)       | HKK  | Country Radio               | 0.150    | v          |
| 95.700          |             | Strakonice/ul. Heydukova 1111                        | JHČ  | ČRo Plus                    | 0.100    | v          |
| 95.800          |             | Třebíč/Koněšín (O2)                                  | VYS  | Hitrádio Vysočina           | 1.000    | v          |
| 95.800          |             | Most/hrad Hněvín                                     | ULK  | Hitrádio North Music        | 0.500    | v          |
| 95.800          |             | Železná Ruda/Pancíř                                  | PLK  | ČRo Plzeň                   | 0.200    | v          |
| 95.800          |             | Uherské Hradiště/Staré Město - silo                  | ZLK  | Evropa 2                    | 0.200    | v          |
| 95.800          |             | Šumperk/Na Bělidle - komín                           | OLK  | Radio Čas                   | 0.151    | v          |
| 95.800          |             | Vyškov/Vlčí doly III. (Vodafone D1-230km)            | JHM  | Radio Čas                   | 0.150    | v          |
| 95.800          |             | Benešov/ul. Vnoučkova 2007                           | STČ  | Rock Radio                  | 0.050    | v          |
| 95.900          |             | Liberec/Ještěd                                       | LBK  | ČRo Radiožurnál             | 20.000   | h          |
| 95.900          |             | Bruntál/ul. Opavská                                  | MSK  | Radio Čas                   | 0.100    | v          |
| 95.900          |             | Nový Jičín/ul. Gregorova 1759/38                     | MSK  | Hitrádio Orion              | 0.100    | v          |
| 96.000          |             | Olomouc/ul. I.P.Pavlova 62 (Grundfos)                | OLK  | Fajn Radio                  | 0.500    | v          |
| 96.000          |             | Příbram/Drahlín - vrch Sádka (AČR)                   | STČ  | Radio Proglas               | 0.400    | v          |
| 96.000          |             | Žďár nad Sázavou/ul. Jihlavská-silo ZZN              | VYS  | Rádio Krokodýl              | 0.200    | v          |
| 96.000          |             | Třinec/Lyžbice - nám. Svobody 527 (Steelhouse)       | MSK  | Radio Beat                  | 0.200    | v          |
| 96.000          |             | Opava/ul. Bartoníčkova 1644/5                        | MSK  | Hey Radio                   | 0.100    | v          |
| 96.100          |             | České Budějovice/Kluk (Kozí kámen)                   | JHČ  | ČRo Vltava                  | 39.810   | v          |
| 96.100          |             | Hranice/Slavíč (VDF)                                 | OLK  | Radio Beat                  | 0.100    | v          |
| 96.100          |             | Vsetín/Nepřejov-ul. Dětská 1840                      | ZLK  | Radio Čas                   | 0.100    | v          |
| 96.100          |             | Pec pod Sněžkou/hotel Horizont                       | HKK  | Rádio Blaník                | 0.050    | v          |
| 96.200          |             | Praha/Bohnice-ul. Olštýnská 1                        | PHA  | Radio Spin                  | 1.000    | v          |
| 96.200          |             | Uherský Brod/Černá hora                              | ZLK  | Hitrádio Zlín               | 1.000    | h          |
| 96.200          |             | Boskovice/Habří                                      | JHM  | Radio Haná                  | 0.300    | v          |
| 96.200          |             | Znojmo/ul. Uhelná/Průmyslová                         | JHM  | Rádio Krokodýl              | 0.300    | v          |
| 96.200          |             | Hradec Králové/ul. Sušilova 1337 (VZP)               | HKK  | Hitrádio Černá Hora         | 0.200    | v          |
| 96.200          |             | Tachov/Bor - vrch Lobatín (VDF)                      | PLK  | Radio Beat                  | 0.200    | v          |
| 96.200          |             | Jihlava/Holý vrch (Kohlhübel) O2                     | VYS  | Signál rádio                | 0.050    | v          |
| 96.200          |             | Rýmařov/Stráň-vodárna                                | MSK  | Radio Haná                  | 0.050    | v          |
| 96.300          |             | Chomutov/Jedlová                                     | ULK  | ČRo Vltava                  | 10.000   | h          |
| 96.300          |             | Břeclav/ul. Jana Palacha 26                          | JHM  | ČRo Vltava                  | 0.200    | v          |
| 96.300          |             | Plzeň/Anglické nábřeží 2434/1 (BCB)                  | PLK  | Rádio Blaník                | 0.200    | v          |
| 96.300          |             | Svitavy/Malé náměstí 1982/20                         | PAK  | Rádio Krokodýl              | 0.200    | v          |
| 96.300          |             | Trutnov/ul. Žižkova 429                              | HKK  | Rock Radio                  | 0.150    | v          |
| 96.300          |             | Aš/ul. Okružní 1131/34                               | KVK  | ČRo Dvojka                  | 0.100    | v          |
| 96.300          |             | Valašské Meziříčí/Štěpánov (TVp)                     | ZLK  | Radio Čas                   | 0.100    | v          |
| 96.400          |             | Ostrava/Hošťálkovice                                 | MSK  | Hitrádio Orion              | 3.467    | h          |
| 96.400          |             | Liberec/Výšina                                       | LBK  | Frekvence 1                 | 0.500    | v          |
| 96.400          |             | Třebíč/U Kostelíčka (kostel)                         | VYS  | Radio Proglas               | 0.300    | v          |
| 96.400          |             | Brno/Husovice-ul. Provazníkova 1258/47               | JHM  | Fajn Radio                  | 0.200    | v          |
| 96.400          |             | Příbram/ul. Drkolnovská 286                          | STČ  | Rádio Impuls                | 0.200    | v          |
| 96.400          |             | Vyškov/Vlčí doly II. (stožár H)                      | JHM  | Rádio Blaník                | 0.180    | v          |
| 96.400          |             | Kroměříž/ul. Na Sádkách - komín                      | ZLK  | Radio Čas                   | 0.160    | v          |
| 96.400          |             | Jičín/ul. Dělnická (silo Cerea)                      | HKK  | Country Radio               | 0.100    | v          |
| 96.500          |             | Rychnov nad Kněžnou/U lipky (VDF)                    | HKK  | ČRo Hradec Králové          | 1.000    | v          |
| 96.500          |             | Šumperk/Kolšov - vrch Markovice                      | OLK  | Radio Kiss                  | 1.000    | v          |
| 96.500          |             | Sokolov/Michal - ul. Slavíčkova 1677                 | KVK  | Rádio Impuls                | 0.200    | v          |
| 96.500          |             | Bystřice nad Pernštejnem/Voldán (TVp)                | VYS  | ČRo Vysočina                | 0.100    | v          |
| 96.500          |             | Nový Bor/ul. B. Egermanna 11                         | LBK  | ČRo Plus                    | 0.100    | v          |
| 96.500          |             | Teplice/Ve Chvojkách                                 | ULK  | Hitrádio North Music        | 0.100    | v          |
| 96.500          |             | Uherské Hradiště/Staré Město - silo                  | ZLK  | Radio Kiss                  | 0.050    | v          |
| 96.600          |             | Praha/Mahlerovy sady (Praha-Žižkov)                  | PHA  | Rádio Impuls                | 5.000    | h          |
| 96.600          |             | Mariánské Lázně/Školní náměstí 582/9b (Ural)         | KVK  | Rádio Blaník                | 0.200    | v          |
| 96.600          |             | Písek/Hradišťský vrch-vodárna                        | JHČ  | Radio Beat                  | 0.200    | v          |
| 96.600          |             | Vsetín/Rokytnice-Pod Bečevnou (ČRa)                  | ZLK  | Evropa 2                    | 0.200    | v          |
| 96.600          |             | Boskovice/Habří                                      | JHM  | Radio Beat                  | 0.151    | v          |
| 96.700          |             | Jihlava/Strážník II. (T-Mobile)                      | VYS  | Rádio Z                     | 5.000    | c          |
| 96.700          |             | Aš/Háj                                               | KVK  | ČRo Karlovy Vary            | 0.200    | h          |
| 96.700          | P           | Děčín/Letná - Slovanská 55 (SPŠ)                     | ULK  | Hey Radio                   | 0.100    | v          |
| 96.700          |             | Uherský Brod/ul. Obchodní 1800                       | ZLK  | Rádio Blaník                | 0.100    | v          |
| 96.800          |             | Valašské Meziříčí/Radhošť                            | MSK  | ČRo Dvojka                  | 7.200    | h          |
| 96.800          |             | Brno/Nebovid (T-Mobile)                              | JHM  | Country Radio               | 1.000    | v          |
| 96.800          |             | Hamr/Kosky                                           | JHČ  | Radio Dechovka              | 0.100    | v          |
| 96.800          |             | Louny/Červený vrch (rozhledna)                       | ULK  | Hitrádio North Music        | 0.200    | v          |
| 96.900          |             | Pardubice/TKB - telekomunikační věž                  | PAK  | Country Radio               | 1.000    | v          |
| 96.900          |             | Česká Lípa/vodárna                                   | LBK  | Rádio Bonton                | 0.300    | v          |
| 96.900          |             | Benešov/Mariánovice                                  | STČ  | Radio Beat                  | 0.200    | v          |
| 96.900          |             | Uherské Hradiště/Staré Město-Jalubská                | ZLK  | Rádio Jih                   | 0.100    | v          |
| 96.900          |             | Ústí nad Labem/Stříbrníky-Hoření 3083/13 (VŠ koleje) | ULK  | Rádio Bonton                | 0.100    | v          |
| 97.000          |             | Písek/Jarník                                         | JHČ  | ČRo Radiožurnál             | 1.000    | v          |
| 97.000          |             | Trutnov/Šibeník                                      | HKK  | Hitrádio Černá Hora         | 0.200    | v          |
| 97.000          |             | Turnov/ul. Kosmonautů 1550                           | LBK  | Hitrádio Contact            | 0.130    | v          |
| 97.000          |             | Lovosice/silo Hampl                                  | ULK  | Country Radio               | 0.100    | v          |
| 97.100          |             | Olomouc/Pohořany-Jedová hora                         | OLK  | Rádio Blaník                | 5.000    | v          |
| 97.100          |             | Liberec/Výšina                                       | LBK  | Country Radio               | 0.500    | v          |
| 97.100          |             | Plzeň/Anglické nábřeží 2434/1 (BCB)                  | PLK  | Fajn Radio                  | 0.180    | v          |
| 97.100          |             | Cheb/Špitálský vrch                                  | KVK  | Rádio Blaník                | 0.100    | v          |
| 97.100          |             | Chomutov/ul. Bezručova 4512                          | ULK  | Radio Kiss                  | 0.100    | v          |
| 97.100          |             | Děčín/Letná - Slovanská 55 (SPŠ)                     | ULK  | Radio Kiss                  | 0.100    | v          |
| 97.100          | N           | Zbiroh/Kařez-silo (D5-43km)                          | PLK  |                             | 0.050    | v          |
| 97.200          |             | Praha/Ládví - věž                                    | PHA  | Fajn Radio                  | 5.000    | v          |
| 97.200          |             | Železná Ruda/Pancíř                                  | PLK  | Hitrádio FM Plus            | 0.200    | v          |
| 97.200          |             | Karlovy Vary/Bohatice-Jáchymovská 135/22             | KVK  | Country Radio               | 0.200    | v          |
| 97.200          | P           | Mariánské Lázně/Úšovice-Havlíčkova 599/5             | KVK  | Country Radio               | 0.200    | v          |
| 97.200          |             | Tábor/ul. Zavadilská 2842                            | JHČ  | Fajn Radio                  | 0.160    | v          |
| 97.200          |             | Blansko/Zborovce-ul. Okružní 1964/1                  | JHM  | Country Radio               | 0.100    | v          |
| 97.300          |             | Znojmo/Kuchařovice                                   | JHM  | ČRo Brno                    | 3.000    | v          |
| 97.300          |             | České Budějovice/komín teplárny                      | JHČ  | Rock Radio                  | 0.200    | v          |
| 97.300          |             | Opava/ul. U Opavice 2218/2                           | MSK  | Rock Radio                  | 0.050    | v          |
| 97.400          |             | Pardubice/Krásné                                     | PAK  | Frekvence 1                 | 100.000  | h          |
| 97.400          |             | Třinec/Godula                                        | MSK  | Country Radio               | 0.400    | v          |
| 97.400          |             | Domažlice/Veselá hora - Sv. Vavřinec                 | PLK  | Radio Kiss                  | 0.200    | v          |
| 97.400          |             | Frýdlant/U rozhledny (TVp)                           | LBK  | ČRo Liberec                 | 0.200    | v          |
| 97.400          |             | Rakovník/Louštín                                     | STČ  | Radio Relax                 | 0.200    | v          |
| 97.400          |             | Břeclav/ul. Jana Palacha 26                          | JHM  | Rádio Blaník                | 0.100    | v          |
| 97.400          |             | Teplice/ul. Maršovská 1457/4                         | ULK  | Radio Kiss                  | 0.100    | v          |
| 97.500          |             | Zlín/Tlustá hora                                     | ZLK  | ČRo Zlín                    | 5.495    | h          |
| 97.500          |             | Beroun/rozhledna Městská hora                        | STČ  | Radio Relax                 | 0.100    | v          |
| 97.500          |             | Jablonec nad Nisou/Bartlův vrch (vodárna)            | LBK  | Hey Radio                   | 0.100    | v          |
| 97.500          |             | Krnov/Hlubčické předměstí (TVp)                      | MSK  | ČRo Plus                    | 0.100    | v          |
| 97.500          |             | Lovosice/silo Hampl                                  | ULK  | Radio Kiss                  | 0.100    | v          |
| 97.500          |             | Plzeň/Bory - U Borského parku 2634/22                | PLK  | Radio 1                     | 0.100    | v          |
| 97.600          |             | Mariánské Lázně/Dyleň                                | KVK  | ČRo Radiožurnál             | 1.000    | v          |
| 97.600          |             | Děčín/Chlum II. (O2)                                 | ULK  | Hitrádio Contact            | 0.200    | v          |
| 97.600          |             | Brno/Petrov - kostel sv. Petra a Pavla               | JHM  | Hey Radio                   | 0.100    | v          |
| 97.600          |             | Třebíč/ul. Velkomeziříčská - komín teplárny          | VYS  | Hey Radio                   | 0.100    | v          |
| 97.700          |             | Votice/Mezivrata                                     | STČ  | Radio Kiss                  | 50.118   | h          |
| 97.700          |             | Ostrava/Hladnov-vodojem                              | MSK  | Evropa 2                    | 0.500    | c          |
| 97.700          |             | Blansko/ul. Dvorská 1867/82                          | JHM  | Radio Čas                   | 0.200    | v          |
| 97.700          |             | Hodonín/ul. Lipová alej 3087/1 (JMA)                 | JHM  | Rádio Impuls                | 0.100    | v          |
| 97.700          |             | Moravský Krumlov/Lerchov                             | JHM  | Radio Čas                   | 0.100    | v          |
| 97.800          |             | Karlovy Vary/Bohatice-Jáchymovská 135/22             | KVK  | ČRo Plus                    | 0.200    | v          |
| 97.800          |             | Mohelnice/Podolí - vodárna                           | OLK  | Radio Kiss                  | 0.200    | v          |
| 97.800          |             | Vyškov/Vlčí doly II. (stožár H)                      | JHM  | Radio Haná                  | 0.100    | v          |
| 97.800          |             | Velké Meziříčí/Fajtův kopec (lanovka)                | VYS  | Hey Radio                   | 0.050    | v          |
| 97.900          |             | Liberec/Ještěd                                       | LBK  | Radio Proglas               | 20.000   | h          |
| 97.900          |             | Hranice/Teplice nad Bečvou-vodárna                   | OLK  | Radio Čas                   | 0.100    | v          |
| 97.900          |             | Sušice/ul. Chmelenská 117 (nemocnice)                | PLK  | ČRo Plus                    | 0.100    | v          |
| 98.000          |             | Domažlice/Modřínovec                                 | PLK  | ČRo Radiožurnál             | 10.000   | h          |
| 98.000          |             | Jihlava/Bedřichov-silo ZZN                           | VYS  | Rádio Blaník                | 0.251    | v          |
| 98.000          |             | Zlín/Jižní Svahy - Podlesí IV 4960                   | ZLK  | Rádio Jih                   | 0.200    | v          |
| 98.000          |             | Žďár nad Sázavou/Novoměstská vodárna                 | VYS  | Rádio Blaník                | 0.151    | v          |
| 98.000          |             | České Budějovice/Pražská tř. 2354/139                | JHČ  | ČRo Plus                    | 0.100    | v          |
| 98.000          |             | Prachatice/ul. Zlatá stezka 139 (DM)                 | JHČ  | ČRo Plus                    | 0.100    | v          |
| 98.100          |             | Praha/stadion Rošického II                           | PHA  | Radio Kiss                  | 2.000    | v          |
| 98.100          |             | Brno/Nebovid (T-Mobile)                              | JHM  | Signál rádio                | 0.500    | v          |
| 98.100          |             | Chomutov/Jedlová                                     | ULK  | Fajn Radio                  | 1.000    | h          |
| 98.100          |             | Luhačovice/Branka                                    | ZLK  | Rock Radio                  | 0.050    | v          |
| 98.200          |             | Jeseník/Praděd                                       | OLK  | ČRo Vltava                  | 20.000   | h          |
| 98.200          |             | Sokolov/TVp - ul. Halasova                           | KVK  | ČRo Karlovy Vary            | 0.400    | v          |
| 98.200          |             | Český Krumlov/Horní Brána-vodárna                    | JHČ  | ČRo Plus                    | 0.200    | v          |
| 98.200          |             | Plzeň/Anglické nábřeží 2434/1 (BCB)                  | PLK  | Radio Kiss                  | 0.200    | v          |
| 98.300          |             | Třinec/Malý Javorový                                 | MSK  | Radio Čas                   | 1.000    | v          |
| 98.300          |             | Litoměřice/Michalovice                               | ULK  | Fajn Radio                  | 0.500    | v          |
| 98.300          |             | Pelhřimov/Vlásenická vodárna                         | VYS  | Hitrádio Faktor             | 0.200    | v          |
| 98.300          |             | Beroun/ul. Na Cibulce 803                            | STČ  | Country Radio               | 0.100    | v          |
| 98.300          |             | Moravské Budějovice/ul. Mánesova 1510                | VYS  | Rádio Blaník                | 0.100    | v          |
| 98.300          |             | Tachov/ul. Želivského 1745                           | PLK  | Hitrádio FM Plus            | 0.100    | v          |
| 98.300          |             | Uherské Hradiště/Staré Město - silo                  | ZLK  | Country Radio               | 0.100    | v          |
| 98.300          |             | Vsetín/Rokytnice-Pod Bečevnou (ČRa)                  | ZLK  | ČRo Vltava                  | 0.080    | h          |
| 98.400          |             | Trutnov/Černá hora                                   | HKK  | Frekvence 1                 | 10.000   | h          |
| 98.400          |             | Kašperské Hory/Javorník                              | JHČ  | Rádio Impuls                | 5.000    | v          |
| 98.400          |             | Vyškov/Na Hraničkách 34 (silo Lukrom)                | JHM  | Rádio Blaník                | 0.050    | v          |
| 98.500          |             | Dačice/ul. Jemnická - vodárna                        | JHČ  | Rádio Krokodýl              | 0.251    | v          |
| 98.500          |             | Cheb/Špitálský vrch                                  | KVK  | Country Radio               | 0.200    | v          |
| 98.500          |             | Varnsdorf/Jedlová                                    | ULK  | ČRo Sever                   | 0.200    | v          |
| 98.500          |             | Jihlava/ul. Vrchlického 3963/33                      | VYS  | Hey Radio                   | 0.100    | v          |
| 98.600          |             | Plzeň/Košutka (O2)                                   | PLK  | Rádio Z                     | 1.000    | v          |
| 98.600          |             | Ústí nad Labem/Stříbrníky-Hoření 3083/13 (VŠ koleje) | ULK  | ČRo Dvojka                  | 1.000    | v          |
| 98.600          |             | Ústí nad Orlicí/Andrlův Chlum                        | PAK  | ČRo Pardubice               | 1.000    | v          |
| 98.600          |             | Přerov/Čekyně                                        | OLK  | Radio Haná                  | 0.500    | v          |
| 98.600          |             | Třebíč/U Kostelíčka (vodojem)                        | VYS  | Rádio Blaník                | 0.500    | v          |
| 98.600          |             | Karlovy Vary/ul. Dvořákova 705/8                     | KVK  | Color Music Radio           | 0.200    | v          |
| 98.600          |             | Tábor/Průmyslová čtvrť-U Cihelny 2128/9              | JHČ  | Radio Beat                  | 0.200    | v          |
| 98.600          |             | Blansko/ul. Dvorská 20/1497                          | JHM  | Radio Haná                  | 0.100    | v          |
| 98.700          |             | Praha/Pankrác - Motokov                              | PHA  | Classic Praha               | 5.000    | m          |
| 98.700          |             | Třinec/Malý Javorový                                 | MSK  | Hitrádio Orion              | 1.000    | h          |
| 98.700          |             | Šumperk/Karlův Dvůr-vodárna                          | OLK  | ČRo Dvojka                  | 0.200    | v          |
| 98.700          |             | České Budějovice/komín teplárny                      | JHČ  | Rádio Bonton                | 0.100    | v          |
| 98.700          |             | Žďár nad Sázavou/ul. Jihlavská-silo ZZN              | VYS  | Radio Beat                  | 0.100    | v          |
| 98.700          |             | Liberec/ul. Matoušova 62/3                           | LBK  | Radio 1                     | 0.100    | v          |
| 98.800          |             | Mariánské Lázně/Úšovice-Havlíčkova 599/5             | KVK  | Radio Beat                  | 0.200    | v          |
| 98.800          |             | Turnov/ul. Kosmonautů 1550                           | LBK  | Hitrádio Contact            | 0.200    | v          |
| 98.800          |             | Zlín/Příluky                                         | ZLK  | Radio Beat                  | 0.200    | v          |
| 98.900          |             | Chomutov/Jedlová                                     | ULK  | ČRo Radiožurnál             | 10.000   | h          |
| 98.900          |             | Písek/Jarník                                         | JHČ  | ČRo Dvojka                  | 1.000    | v          |
| 98.900          |             | Uherský Brod/vodárna II.                             | ZLK  | Radio Kiss                  | 0.100    | v          |
| 98.900          |             | Jičín/ul. Dělnická (silo Cerea)                      | HKK  | Radio Beat                  | 0.050    | v          |
| 99.000          |             | Valašské Meziříčí/Radhošť                            | MSK  | ČRo Ostrava                 | 10.000   | h          |
| 99.000          |             | Benešov/Kochánov                                     | STČ  | ČRo Region                  | 1.000    | v          |
| 99.000          |             | Brno/Královo Pole - ul.Technická 2896/2 (VÚT)        | JHM  | Hitrádio City Brno          | 1.000    | v          |
| 99.000          |             | Domažlice/Veselá hora - Sv. Vavřinec                 | PLK  | Radio Proglas               | 0.200    | v          |
| 99.000          |             | Jihlava/vodárna Hosov 2                              | VYS  | Fajn Radio                  | 0.200    | v          |
| 99.000          |             | Sokolov/Jiřího Dimitrova 1619                        | KVK  | Rock Radio                  | 0.050    | v          |
| 99.100          |             | Pardubice/Opatovice nad Labem I                      | PAK  | Rádio Z                     | 2.200    | m          |
| 99.100          |             | Jindřichův Hradec/Děbolín (Vodafone)                 | JHČ  | Radio Kiss                  | 0.400    | v          |
| 99.100          |             | Česká Lípa/Slovanka-Heroutova 1736/36                | LBK  | Rock Radio                  | 0.200    | v          |
| 99.100          |             | Uherské Hradiště/Staré Město-Jalubská                | ZLK  | ČRo Zlín                    | 0.200    | v          |
| 99.100          |             | Aš/ul. Okružní 1580/57 (škola)                       | KVK  | Rádio Impuls                | 0.100    | v          |
| 99.100          |             | Velké Meziříčí/ul. Třebíčská 64                      | VYS  | Radio Beat                  | 0.100    | v          |
| 99.100          |             | Břeclav/ul. Jana Palacha 26                          | JHM  | Rádio Krokodýl              | 0.050    | v          |
| 99.200          |             | Plzeň/Radeč                                          | PLK  | ČRo Radiožurnál             | 10.000   | h          |
| 99.200          |             | Znojmo/Kuchařovice                                   | JHM  | ČRo Vltava                  | 3.000    | v          |
| 99.200          |             | Liberec/Prosečský hřeben - rozhledna                 | LBK  | Rádio Z                     | 1.000    | v          |
| 99.300          |             | Jeseník/Praděd                                       | OLK  | Evropa 2                    | 10.000   | h          |
| 99.300          |             | Český Krumlov/Horní Brána-vodárna                    | JHČ  | Radio Kiss                  | 1.000    | v          |
| 99.300          |             | Praha/Petřín                                         | PHA  | Radio France Internationale | 1.000    | c          |
| 99.300          |             | Děčín/Letná - Slovanská 55 (SPŠ)                     | ULK  | Radio Beat                  | 0.200    | v          |
| 99.300          |             | Ústí nad Labem/Stříbrníky-ul. Orlická 2893/1         | ULK  | Rock Radio                  | 0.100    | v          |
| 99.300          |             | Špindlerův Mlýn/škola (č.p. 31)                      | HKK  | Evropa 2                    | 0.050    | v          |
| 99.400          |             | Brno/Petrov - kostel sv. Petra a Pavla               | JHM  | Color Music Radio           | 0.200    | v          |
| 99.400          |             | Písek/Hradišťský vrch-vodárna                        | JHČ  | Radio Dechovka              | 0.100    | v          |
| 99.500          |             | Zlín/Tlustá hora                                     | ZLK  | ČRo Radiožurnál             | 5.495    | h          |
| 99.500          |             | Pardubice/Opatovice nad Labem II                     | PAK  | Evropa 2                    | 1.000    | v          |
| 99.500          |             | Litoměřice/Michalovice                               | ULK  | Hitrádio North Music        | 0.500    | v          |
| 99.500          |             | Příbram/Kozičín - vodárna                            | STČ  | Rock Radio                  | 0.400    | v          |
| 99.500          |             | Třebíč/ul. Koželužská - komín BOPO                   | VYS  | Radio Beat                  | 0.200    | v          |
| 99.500          |             | Jindřichův Hradec/sídliště Vajgar 531                | JHČ  | ČRo Plus                    | 0.100    | v          |
| 99.500          |             | Ostrava/ul. Petra Křičky 2699/3                      | MSK  | Hey radio                   | 0.050    | v          |
| 99.600          |             | Benešov/ul. Nezvalova 1920                           | STČ  | Rádio Impuls                | 0.200    | v          |
| 99.600          |             | Most/ul. Moskevská 14 (SHD)                          | ULK  | Hitrádio North Music        | 0.200    | v          |
| 99.600          |             | Břeclav/ul. Jana Palacha 34                          | JHM  | Rock Radio                  | 0.100    | v          |
| 99.600          |             | Železný Brod/Smetanovo zátiší 470 (SUŠ sklářská)     | LBK  | Hitrádio Contact            | 0.100    | v          |
| 99.600          |             | Pelhřimov/Vlásenická vodárna                         | VYS  | Radio Beat                  | 0.100    | v          |
| 99.600          |             | Pec pod Sněžkou/hotel Horizont                       | HKK  | Rock Radio                  | 0.050    | v          |
| 99.700          |             | Praha/Zelený pruh                                    | PHA  | Rádio Bonton                | 5.000    | c          |
| 99.700          |             | České Budějovice/Včelná-Plav (O2)                    | JHČ  | Rock Radio                  | 1.000    | v          |
| 99.700          |             | Karlovy Vary/Tři kříže                               | KVK  | Hitrádio FM Plus            | 1.000    | h          |
| 99.700          |             | Mohelnice/Podolí - stožár u vodárny                  | OLK  | Radio Haná SkyRock          | 0.500    | v          |
| 99.700          |             | Havlíčkův Brod/ul. Jihlavská-vodárna                 | VYS  | Fajn Radio                  | 0.200    | v          |
| 99.700          |             | Velká Bíteš/Přibyslavice-Klečany                     | JHM  | Evropa 2                    | 0.200    | v          |
| 99.700          |             | Náchod/ul. Raisova 1817                              | HKK  | Rock Radio                  | 0.100    | v          |
| 99.700          |             | Svitavy/ul.Průmyslová (jižní silo ZZN)               | PAK  | Radio Haná SkyRock          | 0.100    | v          |
| 99.700          |             | Jablonec nad Nisou/stadion Střelnice                 | LBK  | Hitrádio Contact            | 0.050    | v          |
| 99.800          |             | Klatovy/Barák                                        | PLK  | ČRo Radiožurnál             | 10.000   | h          |
| 99.800          |             | Valašské Meziříčí/Strážka                            | ZLK  | Hitrádio Orion              | 1.000    | v          |
| 99.800          |             | Ústí nad Labem/Stříbrníky-ul. Jizerská 22            | ULK  | Radio Kiss                  | 0.200    | v          |
| 99.900          |             | Česká Lípa/Špičák                                    | LBK  | Hitrádio Contact            | 1.000    | v          |
| 99.900          |             | Tábor/Pražské předměstí                              | JHČ  | Hey Radio                   | 0.200    | v          |
| 99.900          |             | Mělník/ul. Pražská 2639/2                            | STČ  | Signál rádio                | 0.100    | v          |
| 99.900          |             | Ostrava/ul. Vítkovická 3083/1 - ČSAD                 | MSK  | Radio Čas Rock              | 0.100    | v          |
| 99.900          |             | Kroměříž/ul. Spáčilova 3033/3                        | ZLK  | Radio Haná SkyRock          | 0.050    | v          |
| 100.000         |             | Příbram/Drahlín - vrch Sádka (AČR)                   | STČ  | ČRo Region                  | 1.000    | v          |
| 100.000         |             | Opava/ul. Boženy Němcové 22 (SOUs)                   | MSK  | Radio Kiss                  | 0.200    | v          |
| 100.000         |             | Tachov/ul. Větrná (vodárna)                          | PLK  | Rádio Blaník                | 0.200    | v          |
| 100.000         |             | Uherské Hradiště/Staré Město - silo                  | ZLK  | Radio Beat                  | 0.200    | v          |
| 100.000         |             | Šumperk/ul. Dolnostudénská 2950/5                    | OLK  | Radio Haná SkyRock          | 0.200    | v          |
| 100.000         |             | Olomouc/ul. Pionýrská 991/22                         | OLK  | Radio Haná SkyRock          | 0.150    | v          |
| 100.000         |             | Litoměřice/Želetice 32 (Kovošrot)                    | ULK  | ČRo Dvojka                  | 0.100    | v          |
| 100.000         |             | Český Krumlov/ul. Lipová 157                         | JHČ  | Hey Radio                   | 0.050    | v          |
| 100.100         |             | Pardubice/Krásné                                     | PAK  | ČRo Dvojka                  | 100.000  | h          |
| 100.100         |             | Chomutov/ul. Bezručova 4512                          | ULK  | Country Radio               | 0.200    | v          |
| 100.100         |             | Sokolov/Michal - ul. Mánesova 1782                   | KVK  | Rádio Blaník                | 0.100    | v          |
| 100.200         |             | Prostějov/Krupovec                                   | OLK  | Radio Haná SkyRock          | 0.500    | v          |
| 100.200         |             | Beroun/Záhrabská - vrch Herinky (O2)                 | STČ  | Hitrádio FM Plus            | 0.400    | v          |
| 100.200         |             | České Budějovice/ul. B. Němcové 12/2                 | JHČ  | Radio 1                     | 0.100    | v          |
| 100.200         |             | Brno/Husovice-ul.Míčkova 929/2                       | JHM  | ČRo Dvojka                  | 0.050    | v          |
| 100.200         |             | Písek/Alšovo náměstí 74/11                           | JHČ  | Rádio Blaník                | 0.050    | v          |
| 100.300         |             | Jihlava/Javořice                                     | VYS  | Rádio Impuls                | 10.000   | h          |
| 100.300         |             | Mladá Boleslav/Chloumek - vrch Kněžský               | STČ  | ČRo Region                  | 0.500    | v          |
| 100.400         |             | Hodonín/Babí lom                                     | JHM  | ČRo Vltava                  | 9.100    | h          |
| 100.400         |             | Rakovník/Louštín                                     | STČ  | ČRo Region                  | 1.000    | v          |
| 100.400         |             | Strakonice/Městský les (O2)                          | JHČ  | Rádio Bonton                | 0.100    | v          |
| 100.500         |             | Valašské Meziříčí/Radhošť                            | MSK  | Rádio Impuls                | 10.000   | h          |
| 100.500         |             | Kutná Hora/Vysoká (rozhledna VDF)                    | STČ  | ČRo Region                  | 3.000    | v          |
| 100.500         |             | Kladno/nám. Sítná 3113 (hotel Kladno)                | STČ  | ČRo Region                  | 0.200    | v          |
| 100.600         |             | Teplice/Ve Chvojkách                                 | ULK  | Rádio Blaník                | 2.000    | h          |
| 100.600         |             | Velké Meziříčí/Fajtův kopec (horský hotel)           | VYS  | Radio Proglas               | 0.300    | v          |
| 100.600         |             | Klatovy/ul. Dragounská - komín                       | PLK  | Fajn Radio                  | 0.200    | v          |
| 100.600         |             | Liberec/ul. Sametová 833/26                          | LBK  | Hitrádio Contact            | 0.200    | v          |
| 100.600         |             | Znojmo/Kuchařovice 2 (Vodafone)                      | JHM  | Radio Čas                   | 0.160    | v          |
| 100.600         |             | Aš/ul. Okružní 1131/34                               | KVK  | ČRo Plus                    | 0.100    | v          |
| 100.600         |             | Blansko/ul. Dvorská 1808/38                          | JHM  | Hitrádio City Brno          | 0.100    | v          |
| 100.700         |             | Praha/Cukrák                                         | PHA  | ČRo Region                  | 50.118   | v          |
| 100.800         |             | Dačice/Urbanečský vrch (O2)                          | JHČ  | Radio Beat                  | 1.000    | v          |
| 100.800         |             | Mariánské Lázně/Dyleň                                | KVK  | ČRo Karlovy Vary            | 1.000    | v          |
| 100.800         |             | České Budějovice/Rudolfov - Baba (O2)                | JHČ  | Netro Life Radio            | 0.400    | v          |
| 100.800         |             | Brno/ul. Barvičova 85 (Gymnázium)                    | JHM  | Hitrádio City Brno          | 0.100    | v          |
| 100.800         |             | Děčín/Popovický vrch (TVp)                           | ULK  | ČRo Plus                    | 0.100    | v          |
| 100.900         |             | Jeseník/Praděd                                       | OLK  | Rádio Impuls                | 20.000   | h          |
| 101.000         |             | Pardubice/TKB - telekomunikační věž                  | PAK  | ČRo Pardubice               | 1.000    | v          |
| 101.000         |             | Jindřichův Hradec/Děbolín (Vodafone)                 | JHČ  | Radio Beat                  | 0.400    | v          |
| 101.000         |             | Žatec/ul. Písečná 2820                               | ULK  | Rock Radio                  | 0.200    | v          |
| 101.000         |             | Karlovy Vary/Bohatice-Jáchymovská 135/22             | KVK  | Radio Kiss                  | 0.200    | v          |
| 101.000         |             | Uherské Hradiště/Staré Město-Jalubská                | ZLK  | Hitrádio Zlín               | 0.200    | v          |
| 101.000         |             | Domažlice/ul. Kozinova 234                           | PLK  | Rádio Blaník                | 0.100    | v          |
| 101.100         |             | Praha/stadion Rošického II                           | PHA  | Rádio Z                     | 3.000    | v          |
| 101.100         |             | Frýdek-Místek/Kubánkov                               | MSK  | Radio Kiss                  | 1.000    | v          |
| 101.100         |             | Jihlava/vodárna Hosov                                | VYS  | Rádio Jihlava               | 0.630    | v          |
| 101.100         |             | Boskovice/Habří                                      | JHM  | Country Radio               | 0.200    | v          |
| 101.100         |             | Strakonice/Městský les (O2)                          | JHČ  | Radio Dechovka              | 0.200    | v          |
| 101.100         |             | Hodonín/ul. Koupelní 3759/2                          | JHM  | Radio Kiss                  | 0.100    | v          |
| 101.100         |             | Vyškov/Vlčí doly II. (stožár H)                      | JHM  | Radio Haná SkyRock          | 0.050    | v          |
| 101.200         |             | Znojmo/Kuchařovice                                   | JHM  | ČRo Radiožurnál             | 1.000    | v          |
| 101.200         |             | České Budějovice/Pražská tř. 2306/14 (Clarion Hotel) | JHČ  | Radio Beat                  | 0.200    | v          |
| 101.200         |             | Náchod/Babí (O2)                                     | HKK  | Radio Beat                  | 0.200    | v          |
| 101.200         |             | Pelhřimov/Vlásenická vodárna                         | VYS  | Radio Kiss                  | 0.100    | v          |
| 101.200         |             | Zlín/Prštné - Svat. Čecha 513                        | ZLK  | Radio Haná SkyRock          | 0.100    | v          |
| 101.300         |             | Plzeň/Radeč                                          | PLK  | Evropa 2                    | 10.000   | h          |
| 101.300         |             | Havlíčkův Brod/vodárna Knyk                          | VYS  | Radio Kiss                  | 0.200    | v          |
| 101.300         |             | Brno/Hády                                            | JHM  | Rádio Z                     | 0.160    | h          |
| 101.300         |             | Olomouc/Slavonín (vysílač Sigma)                     | OLK  | Radio Čas                   | 0.100    | v          |
| 101.300         |             | Sokolov/TVp - ul. Halasova                           | KVK  | ČRo Dvojka                  | 0.100    | v          |
| 101.300         |             | Ústí nad Orlicí/ul. Mazánkova - komín                | PAK  | Hey Radio                   | 0.050    | v          |
| 101.400         |             | Ostrava/Hošťálkovice                                 | MSK  | ČRo Radiožurnál             | 42.657   | h          |
| 101.400         |             | Liberec/Ještěd                                       | LBK  | Rádio Blaník                | 20.000   | h          |
| 101.400         |             | Břeclav/ul. Jana Palacha 26                          | JHM  | Rádio Jih                   | 0.100    | v          |
| 101.400         |             | Prachatice/ul. Zvolenská 510                         | JHČ  | Radio Kiss                  | 0.100    | v          |
| 101.400         |             | Uherské Hradiště/Tř. Maršála Malinovského 937        | ZLK  | Rádio Blaník                | 0.100    | v          |
| 101.500         |             | Žďár nad Sázavou/Novoměstská vodárna                 | VYS  | Evropa 2                    | 0.200    | v          |
| 101.500         |             | Beroun/vodárna                                       | STČ  | Rádio Impuls                | 0.200    | v          |
| 101.500         |             | Písek/Hradišťský vrch-vodárna                        | JHČ  | Country Radio               | 0.200    | v          |
| 101.500         |             | Šumperk/ul. Vrchlického 1725/14                      | OLK  | ČRo Plus                    | 0.200    | v          |
| 101.500         |             | Velké Opatovice/Strážnice (TVp)                      | JHM  | ČRo Plus                    | 0.200    | v          |
| 101.600         |             | Přerov/Holý kopec                                    | OLK  | ČRo Olomouc                 | 1.000    | v          |
| 101.600         |             | Křivsoudov/Hraběšín (D1-68km)                        | STČ  | Radio Beat                  | 0.500    | v          |
| 101.600         |             | Český Krumlov/Horní Brána-vodárna                    | JHČ  | Country Radio               | 0.200    | v          |
| 101.600         |             | Hodonín/ul. Koupelní 3759/2                          | JHM  | Rock Radio                  | 0.100    | v          |
| 101.600         |             | Praha/stadion Rošického I                            | PHA  | Hey Radio                   | 0.100    | v          |
| 101.600         |             | Blansko/ul. Dvorská 1808/38                          | JHM  | Hey Radio                   | 0.050    | v          |
| 101.700         |             | Plzeň/Krašov                                         | PLK  | ČRo Dvojka                  | 89.125   | h          |
| 101.700         |             | Opava/Chlebičov (O2)                                 | MSK  | ČRo Dvojka                  | 1.000    | v          |
| 101.700         |             | Třebíč/ul. Cyrila Boudy 605/6                        | VYS  | Rádio Krokodýl              | 0.200    | v          |
| 101.700         |             | Vsetín/Škývarka                                      | ZLK  | Hitrádio Orion              | 0.100    | v          |
| 101.800         |             | Tábor/Průmyslová čtvrť-U Cihelny 2128/9              | JHČ  | Country Radio               | 1.000    | v          |
| 101.800         |             | Benešov/Mariánovice                                  | STČ  | Country Radio               | 0.200    | v          |
| 101.800         |             | Dačice/Urbanečský vrch (O2)                          | JHČ  | Country Radio               | 0.200    | v          |
| 101.800         |             | Zlín/ul. Kvítková 80                                 | ZLK  | ČRo Plus                    | 0.100    | v          |
| 101.900         |             | Trutnov/Černá hora                                   | HKK  | ČRo Plus                    | 10.000   | h          |
| 101.900         |             | Ostrava/ul. Vítkovická 3083/1 - ČSAD                 | MSK  | ČRo Dvojka                  | 1.600    | v          |
| 101.900         |             | České Budějovice/komín teplárny                      | JHČ  | Fajn Radio                  | 0.100    | v          |
| 102.000         |             | Ústí nad Labem/Buková hora                           | ULK  | Rádio Impuls                | 100.000  | h          |
| 102.000         |             | Brno/Kojál                                           | JHM  | ČRo Dvojka                  | 83.176   | h          |
| 102.000         |             | Strakonice/Městský les (O2)                          | JHČ  | Radio Kiss                  | 0.200    | v          |
| 102.100         |             | Plzeň/Bory - U Borského parku 2634/22                | PLK  | Country Radio               | 0.200    | v          |
| 102.100         |             | Sokolov/ul. Tovární - komín                          | KVK  | Frekvence 1                 | 0.200    | v          |
| 102.100         |             | Bruntál/ul. Pionýrská 1462/1                         | MSK  | ČRo Dvojka                  | 0.100    | v          |
| 102.200         |             | Kutná Hora/Vysoká (rozhledna VDF)                    | STČ  | ČRo Dvojka                  | 1.000    | v          |
| 102.200         |             | Nové Hrady/Dobrá Voda (farní kostel)                 | JHČ  | ČRo Dvojka                  | 1.000    | v          |
| 102.200         |             | Příbram/Kozičín - vodárna                            | STČ  | ČRo Radiožurnál             | 0.400    | v          |
| 102.300         |             | Zlín/Tlustá hora                                     | ZLK  | Rádio Impuls                | 10.000   | h          |
| 102.300         |             | Liberec/Prosečský hřeben - rozhledna                 | LBK  | ČRo Liberec                 | 1.000    | v          |
| 102.300         |             | Jihlava/vodárna Hosov                                | VYS  | Rádio Krokodýl              | 0.200    | v          |
| 102.300         |             | Třebíč/komín teplárny Horky                          | VYS  | ČRo Dvojka                  | 0.160    | v          |
| 102.400         |             | Klatovy/Barák                                        | PLK  | ČRo Plzeň                   | 10.000   | h          |
| 102.400         |             | Svitavy/Kamenná Horka - Palička                      | PAK  | ČRo Pardubice               | 1.000    | v          |
| 102.400         |             | Frýdek-Místek/ul. Hálkova 938 - komín                | MSK  | Radio Čas                   | 0.160    | v          |
| 102.400         |             | Brno/Dominikánské náměstí                            | JHM  | Fajn Radio                  | 0.100    | v          |
| 102.500         |             | Praha/Mahlerovy sady (Praha-Žižkov)                  | PHA  | Frekvence 1                 | 5.000    | h          |
| 102.500         |             | Český Krumlov/Horní Brána-vodárna                    | JHČ  | Evropa 2                    | 0.200    | v          |
| 102.500         |             | Hranice/Pod Hůrkou - komín                           | OLK  | Rádio Blaník                | 0.100    | v          |
| 102.500         |             | Jeseník/lázně Jeseník - TVp                          | OLK  | ČRo Plus                    | 0.100    | v          |
| 102.500         |             | Vsetín/Škývarka                                      | ZLK  | Hitrádio Zlín               | 0.100    | c          |
| 102.600         |             | Opava/Chlebičov (O2)                                 | MSK  | ČRo Ostrava                 | 0.500    | v          |
| 102.600         |             | Vyškov/Vlčí doly I. (vodárna)                        | JHM  | Rádio Krokodýl              | 0.500    | v          |
| 102.600         |             | Česká Lípa/Slovanka-Železničářská 1735/32            | LBK  | Radio Kiss                  | 0.200    | v          |
| 102.600         |             | Karlovy Vary/Tři kříže                               | KVK  | ČRo Radiožurnál             | 0.100    | h          |
| 102.600         |             | Most/ul. Lipová 671/31                               | ULK  | Country Radio               | 0.100    | v          |
| 102.600         |             | Rumburk/ul. Karoliny Světlé 233/4                    | ULK  | Hey Radio                   | 0.100    | v          |
| 102.700         |             | Pardubice/Krásné                                     | PAK  | ČRo Vltava                  | 100.000  | h          |
| 102.700         |             | Beroun/Záhrabská - vrch Herinky (O2)                 | STČ  | Frekvence 1                 | 0.200    | v          |
| 102.700         |             | Děčín/Letná - Slovanská 55 (SPŠ)                     | ULK  | Rádio Impuls                | 0.200    | v          |
| 102.700         |             | Uherské Hradiště/Staré Město - komín Slezan          | ZLK  | Radio Čas                   | 0.160    | v          |
| 102.700         |             | Znojmo/ul. Palackého 1200/11                         | JHM  | Hitrádio City Brno          | 0.100    | v          |
| 102.700         |             | Havířov/Náměstí Republiky                            | MSK  | Country Radio               | 0.040    | v          |
| 102.800         |             | Mariánské Lázně/Podhorní vrch                        | KVK  | Hitrádio FM Plus            | 5.000    | v          |
| 102.800         |             | Ústí nad Labem/Stříbrníky-ul. Orlická 2893/1         | ULK  | Hitrádio North Music        | 1.000    | v          |
| 102.800         |             | Nový Jičín/ul. Gregorova 1759/38                     | MSK  | Rádio Blaník                | 0.200    | v          |
| 102.800         |             | Prostějov/ul. Dolní                                  | OLK  | Fajn Radio                  | 0.100    | v          |
| 102.900         |             | České Budějovice/Kleť - ČRa                          | JHČ  | Rádio Impuls                | 61.659   | h          |
| 102.900         |             | Zlín/ul.Šedesátá - komín                             | ZLK  | Fajn Radio                  | 0.170    | v          |
| 102.900         |             | Bruntál/ul. Zahradní - silo                          | MSK  | Radio Haná                  | 0.100    | v          |
| 102.900         |             | Praha/Jinonice-ul. Na Vidouli 9                      | PHA  | Dance Rádio                 | 0.100    | v          |
| 102.900         |             | Sokolov/Michal - ul. Slavíčkova 1685                 | KVK  | Hitrádio FM Plus            | 0.100    | v          |
| 102.900         |             | Vsetín/Rokytnice-Pod Bečevnou (ČRa)                  | ZLK  | ČRo Dvojka                  | 0.100    | h          |
| 103.000         |             | Brno/Hády                                            | JHM  | Rádio Krokodýl              | 5.754    | h          |
| 103.000         |             | Plzeň/Anglické nábřeží 2434/1 (BCB)                  | PLK  | Expres FM                   | 0.200    | v          |
| 103.000         |             | Turnov/ul. Kosmonautů 1550                           | LBK  | Radio Beat                  | 0.200    | v          |
| 103.000         |             | Domažlice/Veselá hora - Sv. Vavřinec                 | PLK  | Expres FM                   | 0.100    | v          |
| 103.100         |             | Chomutov/Jedlová                                     | ULK  | ČRo Sever                   | 10.000   | h          |
| 103.100         |             | Hranice/Slavíč (O2)                                  | OLK  | Radio Haná SkyRock          | 0.300    | v          |
| 103.100         |             | Mohelnice/Horní Krčmy-Na Hraničkách                  | OLK  | Radio Čas                   | 0.200    | v          |
| 103.100         |             | Náchod/Babí (O2)                                     | HKK  | Frekvence 1                 | 0.100    | v          |
| 103.200         |             | Votice/Mezivrata                                     | STČ  | ČRo Dvojka                  | 93.325   | h          |
| 103.300         |             | Slavonice/ul. Wolkerova 271                          | JHČ  | ČRo Dvojka                  | 1.000    | v          |
| 103.300         |             | Klatovy/Štěpánovice                                  | PLK  | Radio Beat                  | 0.398    | v          |
| 103.300         |             | Česká Lípa/Slovanka-Železničářská 1735/32            | LBK  | Country Radio               | 0.200    | v          |
| 103.300         |             | Valašské Meziříčí/Štěpánov (vodárna)                 | ZLK  | Radio Haná                  | 0.200    | v          |
| 103.300         |             | Žamberk/Rozálka (TVp)                                | PAK  | ČRo Pardubice               | 0.100    | v          |
| 103.300         |             | Šumperk/ul. Dolnostudénská 2950/5                    | OLK  | Radio Haná                  | 0.100    | v          |
| 103.300         |             | Kroměříž/ul. Jožky Silného - silo                    | ZLK  | Rádio Kroměříž              | 0.050    | v          |
| 103.400         |             | Brno/Hády                                            | JHM  | Rádio Blaník                | 5.011    | v          |
| 103.400         |             | Hradec Králové/Roudnička (O2)                        | HKK  | Rádio Blaník                | 1.000    | v          |
| 103.400         |             | Jáchymov/Klínovec - ČRa                              | KVK  | ČRo Karlovy Vary            | 0.800    | h          |
| 103.400         |             | Kralupy nad Vltavou/Nehošť                           | STČ  | Radio Relax                 | 0.200    | v          |
| 103.400         |             | Olomouc/ul. Kmochova 964/1                           | OLK  | Rock Radio                  | 0.200    | v          |
| 103.400         |             | Opava/ul. Boženy Němcové 22 (SOUs)                   | MSK  | ČRo Plus                    | 0.100    | v          |
| 103.400         |             | Semily/Lomy (TVp)                                    | LBK  | ČRo Liberec                 | 0.100    | v          |
| 103.500         |             | Mladá Boleslav/Bradlec                               | STČ  | Rock Radio                  | 0.200    | v          |
| 103.600         |             | Chotěboř/Počátky - vrch Počátek (O2)                 | VYS  | Country Radio               | 1.000    | v          |
| 103.600         |             | Jindřichův Hradec/Políkno (T-Mobile)                 | JHČ  | Rádio Česká Kanada          | 1.000    | h          |
| 103.600         |             | Vrbno pod Pradědem/Anenský vrch                      | MSK  | ČRo Dvojka                  | 1.000    | v          |
| 103.600         |             | Náchod/Babí (O2)                                     | HKK  | Country Radio               | 0.100    | v          |
| 103.600         |             | Teplice/Letná (TVp)                                  | ULK  | ČRo Plus                    | 0.100    | v          |
| 103.600         |             | Veselí nad Moravou/Milokošť - vodojem                | JHM  | Radio Čas                   | 0.100    | v          |
| 103.600         |             | Ostrava/ul. Jantarová 3344/4 (Karolina)              | MSK  | Fresh radio Ostrava         | 0.050    | v          |
| 103.600         |             | Příbram/Březové hory (ČRa)                           | STČ  | ČRo Plus                    | 0.050    | v          |
| 103.700         |             | České Budějovice/Včelná-Plav (O2)                    | JHČ  | ČRo Dvojka                  | 1.000    | v          |
| 103.700         |             | Praha/stadion Rošického II                           | PHA  | Rock Radio                  | 1.000    | v          |
| 103.700         |             | Zlín/Jižní svahy-ul.Středová 4786                    | ZLK  | Radio Čas                   | 0.300    | v          |
| 103.700         | P           | Litomyšl/Nedošín (Vodafone)                          | PAK  | Country Radio               | 0.200    | v          |
| 103.700         |             | Třebíč/U Kostelíčka (vodojem)                        | VYS  | Rock Radio                  | 0.100    | v          |
| 103.700         |             | Zábřeh/Jestřebí-stožár u ZD                          | OLK  | Radio Haná SkyRock          | 0.100    | v          |
| 103.700         |             | Sokolov/Jiřího Dimitrova 1619                        | KVK  | Rádio Blaník                | 0.050    | v          |
| 103.800         |             | Klatovy/Doubrava                                     | PLK  | Frekvence 1                 | 10.000   | v          |
| 103.900         |             | Liberec/Ještěd                                       | LBK  | ČRo Vltava                  | 20.000   | h          |
| 103.900         |             | Valašské Meziříčí/Radhošť                            | MSK  | Hitrádio Orion              | 3.000    | h          |
| 103.900         |             | Tábor/Radimovice u Želče (ČRa)                       | JHČ  | ČRo České Budějovice        | 0.100    | v          |
| 104.000         |             | Žďár nad Sázavou/Rudolec - vrch Blažkov (VDF)        | VYS  | Radio Proglas               | 0.200    | v          |
| 104.000         |             | Benešov/ul.Bezručova 1254                            | STČ  | ČRo Plus                    | 0.100    | v          |
| 104.100         |             | Plzeň/Krašov                                         | PLK  | Frekvence 1                 | 72.443   | h          |
| 104.100         |             | Hradec Králové/Plotiště - ul. Předměřická (O2)       | HKK  | Signál rádio                | 0.200    | v          |
| 104.100         |             | Vyškov/Manerov - Holý kopec (O2)                     | JHM  | Radio Kiss                  | 0.200    | v          |
| 104.100         |             | Blansko/Zborovce-ul. Okružní 1964/1                  | JHM  | Radio Kiss                  | 0.100    | v          |
| 104.100         |             | Uherský Brod/Černá hora                              | ZLK  | Rock Radio                  | 0.100    | h          |
| 104.100         | P           | Osová Bítýška/Jáchymov (D1-157km)                    | VYS  |                             | 0.050    | v          |
| 104.200         |             | Znojmo/Kasárna                                       | JHM  | Rádio Blaník                | 1.000    | v          |
| 104.200         |             | Třinec/Lyžbice - nám. Svobody 527 (Steelhouse)       | MSK  | Evropa 2                    | 0.100    | v          |
| 104.200         |             | Valašské Klobouky/Královec                           | ZLK  | Radio Proglas               | 0.100    | v          |
| 104.300         |             | České Budějovice/Kleť II. (u rozhledny)              | JHČ  | Hitrádio Faktor             | 31.622   | v          |
| 104.300         |             | Jeseník/Praděd                                       | OLK  | Frekvence 1                 | 20.000   | h          |
| 104.300         |             | Jablonec nad Nisou/ul. 28. října 42                  | LBK  | Rádio Impuls                | 0.100    | v          |
| 104.400         |             | Trutnov/Pilníkov                                     | HKK  | Country Radio               | 0.200    | v          |
| 104.500         |             | Ústí nad Labem/Buková hora                           | ULK  | ČRo Vltava                  | 100.000  | h          |
| 104.500         |             | Brno/Kojál                                           | JHM  | Frekvence 1                 | 66.988   | h          |
| 104.600         |             | Cheb/Špitálský vrch                                  | KVK  | Frekvence 1                 | 0.100    | v          |
| 104.700         |             | Plzeň/Radeč                                          | PLK  | Rádio Blaník                | 10.000   | h          |
| 104.700         |             | Pardubice/Krásné                                     | PAK  | ČRo Pardubice               | 7.943    | v          |
| 104.700         |             | Český Krumlov/Liščí hora (O2)                        | JHČ  | Rádio Blaník                | 0.100    | v          |
| 104.700         |             | Vsetín/Škývarka                                      | ZLK  | Fajn Radio                  | 0.100    | v          |
| 104.800         |             | Ostrava/Hošťálkovice                                 | MSK  | ČRo Vltava                  | 42.657   | h          |
| 104.800         |             | Strakonice/ul. Stavbařů 207                          | JHČ  | Rádio Blaník                | 0.100    | v          |
| 104.800         |             | Třebíč/ul. Koželužská - komín BOPO                   | VYS  | Rádio Blaník                | 0.100    | v          |
| 104.800         |             | České Budějovice/ul. B. Němcové 12/2                 | JHČ  | Color Music Radio           | 0.050    | v          |
| 104.900         |             | Ústí nad Labem/Stříbrníky-ul. Jizerská 22            | ULK  | Radio Beat                  | 0.200    | v          |
| 104.900         |             | Znojmo/ul. Palackého 1200/11                         | JHM  | Rock Radio                  | 0.150    | v          |
| 104.900         |             | Boskovice/Habří                                      | JHM  | Radio Haná SkyRock          | 0.100    | v          |
| 104.900         |             | Klatovy/Doubrava                                     | PLK  | Rádio Blaník                | 0.100    | v          |
| 104.900         |             | Nový Bor/ul. B. Egermanna 11                         | LBK  | ČRo Liberec                 | 0.100    | v          |
| 105.000         |             | Zlín/Tlustá hora                                     | ZLK  | Frekvence 1                 | 10.000   | h          |
| 105.000         |             | Praha/Mahlerovy sady (Praha-Žižkov)                  | PHA  | ČRo Vltava                  | 5.000    | h          |
| 105.000         |             | Karlovy Vary/Bohatice-Jáchymovská 135/22             | KVK  | Expres FM                   | 0.200    | v          |
| 105.000         |             | Varnsdorf/ul. Komenského 259                         | ULK  | Rádio Blaník                | 0.200    | v          |
| 105.100         |             | Brno/Nad Pisárkami 276/1 (hotel Myslivna)            | JHM  | Rádio Jih                   | 0.500    | v          |
| 105.100         |             | Moravská Třebová/Křížový vrch - vodárna              | PAK  | Radio Haná                  | 0.300    | v          |
| 105.100         |             | Jihlava/Rudný (Schatzberg) ČRa                       | VYS  | Evropa 2                    | 0.200    | v          |
| 105.100         |             | Most/ul. Lipová 671/31                               | ULK  | Radio Kiss                  | 0.100    | v          |
| 105.100         |             | Hradec Králové/ul. Dlouhá 127/16                     | HKK  | Rádio Orlicko               | 0.050    | v          |
| 105.100         |             | Jablonec nad Nisou/hotel Petřín                      | LBK  | Hitrádio Contact            | 0.050    | v          |
| 105.100         |             | Jindřichův Hradec/ul. Kosmonautů 31                  | JHČ  | Rádio Blaník                | 0.050    | v          |
| 105.200         |             | Písek/Jarník                                         | JHČ  | ČRo Vltava                  | 1.000    | v          |
| 105.200         |             | Sokolov/Michal - ul. Mánesova 1782                   | KVK  | Rock Radio                  | 0.100    | v          |
| 105.200         |             | Valašské Meziříčí/ul. Hranická (komín)               | ZLK  | Fajn Radio                  | 0.100    | v          |
| 105.300         |             | Domažlice/Modřínovec                                 | PLK  | ČRo Plzeň                   | 10.000   | h          |
| 105.300         |             | Trutnov/Černá hora                                   | HKK  | Hitrádio Černá Hora         | 3.019    | h          |
| 105.300         |             | Třinec/Malý Javorový                                 | MSK  | ČRo Ostrava                 | 1.000    | h          |
| 105.300         |             | Přerov/ul. Polní - jižní silo                        | OLK  | Fajn Radio                  | 0.100    | v          |
| 105.300         |             | Teplice/ul. Maršovská 1457/4                         | ULK  | Radio Beat                  | 0.100    | v          |
| 105.400         |             | Vrbno pod Pradědem/Anenský vrch                      | MSK  | Rádio Blaník                | 1.000    | v          |
| 105.400         |             | Zlín/nám. T. G. Masaryka 1279                        | ZLK  | Rádio Blaník                | 0.200    | v          |
| 105.400         |             | Děčín/Popovický vrch (TVp)                           | ULK  | ČRo Dvojka                  | 0.100    | v          |
| 105.400         |             | Jablonné v Podještědí/ ul. Liberecká 176             | LBK  | ČRo Liberec                 | 0.100    | v          |
| 105.400         |             | Zábřeh/Jestřebí-vodárna                              | OLK  | Rádio Blaník                | 0.100    | v          |
| 105.500         |             | Votice/Mezivrata                                     | STČ  | Evropa 2                    | 93.325   | h          |
| 105.500         |             | Brno/Hády                                            | JHM  | Evropa 2                    | 1.584    | v          |
| 105.500         |             | Nový Jičín/ul. Jeremenkova - silo                    | MSK  | Radio Beat                  | 0.100    | v          |
| 105.600         |             | Olomouc/Pohořany-Jedová hora                         | OLK  | Rádio Z                     | 0.500    | v          |
| 105.600         |             | Tachov/Malý Rapotín                                  | PLK  | Expres FM                   | 0.200    | v          |
| 105.600         |             | Hodonín/ul. Koupelní 3759/2                          | JHM  | Radio Beat                  | 0.100    | v          |
| 105.600         |             | Železná Ruda/Na Samotách (O2)                        | PLK  | Expres FM                   | 0.025    | v          |
| 105.700         |             | Mladá Boleslav/Chloumek - vrch Kněžský               | STČ  | Signál rádio                | 1.000    | v          |
| 105.700         |             | Karlovy Vary/Bohatice-Jáchymovská 135/22             | KVK  | ČRo Vltava                  | 0.200    | v          |
| 105.700         |             | Uherský Brod/vodárna I.                              | ZLK  | Radio Proglas               | 0.200    | v          |
| 105.700         |             | Jesenice u Rakovníka/Tobiášův vrch (R6-62km)         | STČ  | Radio Beat                  | 0.100    | v          |
| 105.700         |             | Velké Meziříčí/ul. Třebíčská 74                      | VYS  | Rádio Blaník                | 0.100    | v          |
| 105.700         |             | Vsetín/Rokytnice-Pod Bečevnou II.                    | ZLK  | Country Radio               | 0.100    | v          |
| 105.800         |             | Klatovy/Doubrava                                     | PLK  | Hitrádio FM Plus            | 10.000   | v          |
| 105.800         |             | Ústí nad Labem/Klíše-Střížovický vrch                | ULK  | Rádio Z                     | 0.800    | h          |
| 105.800         |             | Bruntál/ul. Pionýrská 1462/1                         | MSK  | ČRo Plus                    | 0.100    | v          |
| 105.800         |             | Cheb/Špitálský vrch II.                              | KVK  | Rock Radio                  | 0.100    | v          |
| 105.800         |             | Zlín/ul. U Lomu 638 (hotel Tomášov)                  | ZLK  | Hey Radio                   | 0.050    | v          |
| 105.900         |             | Frenštát pod Radhoštěm/Velký Javorník                | MSK  | Radio Čas                   | 0.800    | c          |
| 105.900         |             | Praha/Bohnice-ul. Hnězdenská 14                      | PHA  | Rock Zone 105,9             | 0.500    | v          |
| 105.900         |             | Kaplice/Poluška                                      | JHČ  | ČRo Vltava                  | 0.200    | h          |
| 106.000         |             | Pardubice/Krásné                                     | PAK  | Rádio Impuls                | 79.432   | h          |
| 106.000         |             | Opava/ul. Boženy Němcové 22 (SOUs)                   | MSK  | Radio Beat                  | 0.200    | v          |
| 106.000         |             | Písek/Švimberk (TMO)                                 | JHČ  | ČRo Plus                    | 0.100    | v          |
| 106.100         |             | Plzeň/Košutka (O2)                                   | PLK  | Hitrádio FM Plus            | 3.160    | v          |
| 106.100         |             | Olomouc/ul. Jeremenkova 1211/40B (Reg.centrum)       | OLK  | Radio Kiss                  | 0.400    | v          |
| 106.100         |             | Třinec/Lyžbice - nám. Svobody 527 (Steelhouse)       | MSK  | Radio Kiss                  | 0.200    | v          |
| 106.100         |             | Liberec/Hanychov - ul.Ještědská 479                  | LBK  | Hitrádio Contact            | 0.100    | v          |
| 106.100         |             | Roudnice n. Labem/Alej 17. listopadu 1754            | ULK  | Rock Radio                  | 0.100    | v          |
| 106.200         |             | Hodonín/Babí lom                                     | JHM  | ČRo Radiožurnál             | 9.100    | h          |
| 106.200         |             | Cheb/Zelená hora                                     | KVK  | ČRo Vltava                  | 0.794    | h          |
| 106.200         |             | Benešov/Mariánovice                                  | STČ  | Frekvence 1                 | 0.500    | v          |
| 106.200         |             | Mladá Boleslav/Kosmonosy                             | STČ  | Country Radio               | 0.200    | v          |
| 106.200         |             | Ústí nad Labem/Svádov (O2)                           | ULK  | Hitrádio North Music        | 0.200    | v          |
| 106.300         |             | Ostrava/ul. Vítkovická 3083/1 - ČSAD                 | MSK  | Rádio Z                     | 1.000    | v          |
| 106.300         |             | Tachov/letiště (TMO)                                 | PLK  | ČRo Plzeň                   | 0.400    | v          |
| 106.300         |             | Beroun/Záhrabská - vrch Herinky (O2)                 | STČ  | Radio Kiss                  | 0.100    | v          |
| 106.400         |             | České Budějovice/Kleť - ČRa                          | JHČ  | ČRo České Budějovice        | 77.624   | h          |
| 106.400         |             | Vrchlabí/Přední Žalý                                 | LBK  | Evropa 2                    | 0.500    | v          |
| 106.500         |             | Brno/Kojál                                           | JHM  | ČRo Brno                    | 67.608   | h          |
| 106.500         |             | Chomutov/Jedlová                                     | ULK  | Rádio Blaník                | 10.000   | h          |
| 106.500         |             | Domažlice/Veselá hora - Sv. Vavřinec                 | PLK  | Radio Beat                  | 0.100    | v          |
| 106.600         |             | Kutná Hora/Chvaletice-elektrárna ČEZ                 | STČ  | Fajn Radio                  | 1.000    | v          |
| 106.600         |             | Cheb/Špitálský vrch                                  | KVK  | Radio Beat                  | 0.200    | v          |
| 106.700         |             | Plzeň/Radeč                                          | PLK  | ČRo Plzeň                   | 10.000   | h          |
| 106.700         |             | Znojmo/Deblínek (O2)                                 | JHM  | Evropa 2                    | 1.000    | v          |
| 106.700         |             | Třebíč/U Kostelíčka (ČRa)                            | VYS  | Evropa 2                    | 0.100    | v          |
| 106.700         |             | Vsetín/Nepřejov-ul. Dětská 1840                      | ZLK  | Radio Čas Rock              | 0.100    | v          |
| 106.800         |             | Jeseník/Praděd                                       | OLK  | ČRo Olomouc                 | 20.000   | h          |
| 106.800         |             | Karlovy Vary/Hory (T-Mobile)                         | KVK  | Radio Beat                  | 0.400    | v          |
| 106.800         |             | Tábor/ul. Zavadilská 2842                            | JHČ  | Rock Radio                  | 0.200    | v          |
| 106.800         |             | Ústí nad Labem/Stříbrníky-ul. Jizerská 22            | ULK  | Country Radio               | 0.200    | v          |
| 106.800         |             | České Budějovice/Pražská tř. 2306/14 (Clarion Hotel) | JHČ  | Signál rádio                | 0.050    | v          |
| 106.800         |             | Sázava/Ostředek (D1-34km)                            | STČ  | Rádio Impuls                | 0.025    | v          |
| 106.900         |             | Jičín/Tábor                                          | HKK  | ČRo Dvojka                  | 1.000    | v          |
| 106.900         | N           | Nová Bystřice/ul. Stará 323 (hasiči)                 | JHČ  |                             | 0.200    | h          |
| 107.000         |             | Brno/Nad Pisárkami 276/1 (hotel Myslivna)            | JHM  | Free Rádio                  | 1.000    | v          |
| 107.000         |             | Příbram/Drahlín - vrch Sádka (AČR)                   | STČ  | ČRo Vltava                  | 1.000    | v          |
| 107.000         |             | Klatovy/Štěpánovice                                  | PLK  | Country Radio               | 0.200    | v          |
| 107.000         |             | Zlín/Prštné - Svat. Čecha 513                        | ZLK  | Rádio Kroměříž              | 0.200    | v          |
| 107.000         |             | Louny/Červený vrch (rozhledna)                       | ULK  | Radio Kiss                  | 0.100    | v          |
| 107.100         |             | Jihlava/Strážník II. (T-Mobile)                      | VYS  | ČRo Dvojka                  | 20.000   | c          |
| 107.100         |             | Praha/Letná - ul. Nad Štolou 1498/5                  | PHA  | ČRo Rádio Praha             | 0.200    | v          |
| 107.100         |             | Vsetín/Rokytnice-Pod Bečevnou (ČRa)                  | ZLK  | Rádio Blaník                | 0.200    | v          |
| 107.100         |             | Česká Lípa/ul. Havířská 2035                         | LBK  | Fajn Radio                  | 0.158    | v          |
| 107.100         |             | Břeclav/ul. Jana Palacha 34                          | JHM  | Radio Kiss                  | 0.100    | v          |
| 107.100         |             | Náchod/Babí (O2)                                     | HKK  | Radio Kiss                  | 0.100    | v          |
| 107.100         |             | Rožnov pod Radhoštěm/Letná-dům Bečva                 | ZLK  | Rádio Blaník                | 0.100    | v          |
| 107.200         |             | Kašperské Hory/Javorník                              | JHČ  | ČRo Vltava                  | 1.000    | v          |
| 107.200         |             | Olomouc/Pohořany-Jedová hora                         | OLK  | ČRo Plus                    | 1.000    | v          |
| 107.200         |             | Ústí nad Labem/Stříbrníky-Hoření 3083/13 (VŠ koleje) | ULK  | Evropa 2                    | 1.000    | v          |
| 107.200         |             | Znojmo/Hradiště - sv. Hippolytus                     | JHM  | Radio Proglas               | 0.200    | v          |
| 107.200         | Mimo provoz | Jesenice/Jažlovice (D1-12km)                         | STČ  |                             | 0.025    | v          |
| 107.300         |             | Ostrava/Hošťálkovice                                 | MSK  | ČRo Ostrava                 | 2.818    | h          |
| 107.300         |             | Uherský Brod/Černá hora                              | ZLK  | ČRo Zlín                    | 1.000    | h          |
| 107.300         |             | Jičín/Tábor                                          | HKK  | Hitrádio Černá Hora         | 0.400    | v          |
| 107.300         |             | Plzeň/Bory - Heyrovského 480/31                      | PLK  | Radio Beat                  | 0.200    | v          |
| 107.400         |             | Jáchymov/Klínovec - stožár                           | KVK  | Hitrádio FM Plus            | 0.400    | v          |
| 107.400         |             | Příbram/Kozičín - vodárna                            | STČ  | Radio Beat                  | 0.400    | v          |
| 107.400         |             | Liberec/ul. Sametová 833/26                          | LBK  | Rádio Blaník                | 0.100    | v          |
| 107.500         |             | Brno/Hády                                            | JHM  | Radio Proglas               | 2.884    | h          |
| 107.500         |             | Nové Hrady/Dobrá Voda (farní kostel)                 | JHČ  | Radio Proglas               | 2.000    | v          |
| 107.500         |             | Kutná Hora/Kaňk (ČRa)                                | STČ  | Radio Beat                  | 0.200    | v          |
| 107.500         |             | Bruntál/ul. Zahradní - silo                          | MSK  | Radio Beat                  | 0.100    | v          |
| 107.500         |             | Valašské Meziříčí/Štěpánov (vodárna)                 | ZLK  | Radio Haná SkyRock          | 0.100    | v          |
| 107.500         |             | Kladno/Rozdělov - vodojem                            | STČ  | Radio Beat                  | 0.090    | v          |
| 107.600         |             | Šumperk/Kolšov - vrch Markovice                      | OLK  | Radio Beat                  | 0.500    | v          |
| 107.600         |             | Rychnov nad Kněžnou/U lipky (VDF)                    | HKK  | Radio Beat                  | 0.400    | v          |
| 107.700         |             | Zlín/Mladcová                                        | ZLK  | ČRo Dvojka                  | 5.011    | v          |
| 107.700         |             | Jihlava/Holý vrch (Kohlhübel) O2                     | VYS  | Radio Kiss                  | 0.500    | v          |
| 107.700         |             | Strakonice/Městský les (O2)                          | JHČ  | Radio Beat                  | 0.400    | v          |
| 107.700         |             | Beroun/Záhrabská - vrch Herinky (O2)                 | STČ  | Radio Beat                  | 0.200    | v          |
| 107.700         |             | Lovosice/silo Hampl                                  | ULK  | Radio Beat                  | 0.150    | v          |
| 107.700         |             | Jičín/ul. U Stadiónu - hotel Start                   | HKK  | Rock Radio                  | 0.100    | v          |
| 107.700         |             | Nový Jičín/ul. Jeremenkova - silo                    | MSK  | Country Radio               | 0.100    | v          |
| 107.800         |             | Hodonín/Babí lom                                     | JHM  | ČRo Dvojka                  | 2.800    | h          |
| 107.800         |             | Česká Lípa/Slovanka-Železničářská 1735/32            | LBK  | Radio Beat                  | 0.200    | v          |
| 107.800         |             | Liberec/Výšina                                       | LBK  | Radio Beat                  | 0.200    | v          |
| 107.800         |             | Pardubice/Polabiny-ul. Bělehradská 379               | PAK  | Radio Beat                  | 0.200    | v          |
| 107.800         |             | Třinec/ul. Kaštanová 268 (nemocnice)                 | MSK  | ČRo Dvojka                  | 0.200    | v          |
| 107.800         |             | Domažlice/Veselá hora - Sv. Vavřinec                 | PLK  | Hitrádio FM Plus            | 0.100    | v          |
| 107.800         |             | Tábor/Průmyslová čtvrť-U Cihelny 2128/9              | JHČ  | Signál rádio                | 0.100    | v          |
| 107.800         |             | Trutnov/Šibeník                                      | HKK  | Evropa 2                    | 0.100    | v          |
| 107.800         | Mimo provoz | Poříčí nad Sázavou/Baba                              | STČ  |                             | 0.050    | v          |
| 107.900         |             | Most/Široký vrch                                     | ULK  | Rock Radio                  | 0.500    | v          |
| 107.900         |             | Hranice/Slavíč (O2)                                  | OLK  | ČRo Vltava                  | 0.300    | v          |
| 107.900         |             | Karlovy Vary/Bohatice-Jáchymovská 135/22             | KVK  | Rock Radio                  | 0.200    | v          |
| 107.900         |             | Příbram/ul. Drkolnovská 286                          | STČ  | Radio Kiss                  | 0.200    | v          |
| 107.900         |             | Svitavy/Opatov (VDF)                                 | PAK  | Radio Beat                  | 0.200    | v          |
| 107.900         |             | Harrachov/Čertova hora                               | LBK  | ČRo Liberec                 | 0.100    | v          |
| 107.900         |             | Moravské Budějovice/silo ZZN                         | VYS  | Rádio Krokodýl              | 0.100    | v          |
| 107.900         |             | Prachatice/ul. Zvolenská 510                         | JHČ  | Radio Beat                  | 0.100    | v          |
| 107.900         | Mimo provoz | Praha/ul. Hvožďanská 1                               | PHA  |                             | 0.050    | v          |
| 107.900         |             | Aš/ul. Dlouhá 2531/26                                | KVK  | Rádio Blaník                | 0.038    | v          |
| 107.900         |             | Vlašim/Střechov nad Sázavou 46 (D1-52km)             | STČ  | Rádio Impuls                | 0.025    | v          |

K – koordinace; P – plán; N – nový vysílač; L – licenční řízení

## DAB+vysílače (Velmi krátké vlny)
| Kanál | Stanoviště                                                             | Okres | Multiplex              | Výkon (ERP) | Polarizace |
| ----- | ---------------------------------------------------------------------- | ----- | ---------------------- | ----------- | ---------- |
| 5A    | Praha 6 - Břevnov, Zátopkova, Rošického stadion, SV osvětlovací stožár | AB    | MUX RTI cz DAB         | 1 kW        | V          |
| 5A    | Vráž - Záhrabská, Herinky 440 m, příhradový stožár                     | BE    | MUX RTI cz DAB         | 1 kW        | V          |
| 5A    | Příbram, Pod Hvězdárnou 453, příhradový stožár                         | PB    | MUX RTI cz DAB         | 0,25 kW     | V          |
| 5A    | Karlovy Vary - Bohatice, Jáchymovská 135/22                            | KV    | MUX RTI cz DAB         | 0,5 kW      | V          |
| 5B    | Řakom, Doubrava 727 m, rozhlasový vysílač, nižší příhradový stožár     | KT    | MUX RTI cz DAB         | 1 kW        | V          |
| 5B    | Plzeň, Pod Sylvánem, příhradová věž                                    | PM    | MUX RTI cz DAB         | 1 kW        | V          |
| 5B    | Třebouň, Třebouňský vrch 824 m, příhradová věž                         | KV    | MUX RTI cz DAB         | 1 kW        | V          |
| 5D    | Jablonec nad Nisou, Rozhledna Proseč                                   | JN    | MUX Teleko DAB         | 0,1 kW      | V          |
| 5D    | Janské Lázně, Horská 145, Černá hora, Horský hotel                     | TU    | MUX Teleko DAB         | 1 kW        | V          |
| 6D    | Tašov, Kukla 673 m, příhradová věž SZ od obce                          | UL    | MUX Teleko DAB         | 1 kW        | V          |
| 6D    | Plzeň - Košutka, Studentská, tubusový stožár ČRa                       | PM    | MUX ČRa DAB+           | 1 kW        | V          |
| 7A    | Praha 3 - Žižkov, Mahlerovy sady 2699/1, TV vysílač Praha-Město        | AB    | MUX ČRa DAB+           | 0,8 kW      | V          |
| 7A    | Vrábče, příhradový stožár cca 1 km SZ od kóty Kluk 741 m               | CB    | MUX RTI cz DAB         | 1 kW        | V          |
| 7A    | Javorník, Javorník 1066 m, příhradový stožár vedle rozhledny           | PT    | MUX RTI cz DAB         | 1 kW        | V          |
| 7B    | Krásná, Lysá hora 1323 m, meteorologická stanice                       | FM    | MUX Teleko DAB         | 0,15 kW     | V          |
| 7B    | Velké Meziříčí - Fajtův Vrch 525m, vysílač ČRa                         | ZR    | MUX CDG Vysílací síť B | 0,2 kW      | V          |
| 7C    | Praha 6 - Břevnov, Atletická, Rošického stadion, JZ osvětlovací stožár | AB    | MUX COLOR DAB+         | 1 kW        | V          |
| 7C    | Benešov/Lbosín-rozhledna Březák                                        | BN    | MUX COLOR DAB+         | 1 kW        | V          |
| 7D    | Ostrava - Hošťálkovice, TV vysílač ČRa                                 | OV    | MUX ČRa DAB+           | 0,2 kW      | V          |
| 8A    | Větrný Jeníkov, Strážník 713 m, příhradová věž JZ od obce              | JI    | MUX Teleko DAB         | 1 kW        | V          |
| 8A    | Brno, Barvičova 666/85, Biskupské Gymnázium                            | BM    | MUX Teleko DAB         | 1 kW        | V          |
| 8A    | Kochánov, Kochánov 498 m, betonový stožár                              | BN    | MUX Teleko DAB         | 1 kW        | V          |
| 9C    | Jáchymov, Klínovec, příhradový stožár                                  | KV    | MUX RTI cz DAB         | 1 kW        | V          |
| 10D   | Praha 6 - Břevnov, Skokanská 2117/1, věž ČRa                           | AB    | MUX ČRa DAB+           | 0,125 kW    | V          |
| 11A   | Praha 6 - Břevnov, Zátopkova, Rošického stadion, SV osvětlovací stožár | AB    | MUX Teleko DAB         | 0,2 kW      | V          |
| 11A   | Příbram, Pod Hvězdárnou 453, příhradový stožár                         | PB    | MUX Teleko DAB         | 1 kW        | V          |
| 11C   | Zlín- Mladcová, U Hřiště 400, příhradový stožár Hitrádia Zlín          | ZL    | MUX Teleko DAB         | 0,5 kW      | V          |
| 10B   | Olomouc/ul. Jeremenkova 1211/40B (Reg.centrum)                         | OC    | MUX Teleko DAB         | 1 kW        | V          |
| 12C   | Praha 3 - Žižkov, Mahlerovy sady 2699/1, TV vysílač Praha-Město        | AB    | MUX ČRo DAB+           | 20 kW       | V          |
| 12C   | Beroun, TV převaděč                                                    | BE    | MUX ČRo DAB+           | 0,3 kW      | V          |
| 12C   | Přestavlky u Čerčan, Dubsko, TV převaděč                               | BN    | MUX ČRo DAB+           | 0,2 kW      | V          |
| 12C   | Divišov - Měchnov, Vrchy 533 m, příhradový stožár                      | BN    | MUX ČRo DAB+           | 0,2 kW      | V          |
| 12C   | Kleť 1083 m, TV vysílač                                                | CK    | MUX ČRo DAB+           | 20 kW       | V          |
| 12C   | Příbram, Buková hora 683 m, TV vysílač                                 | DC    | MUX ČRo DAB+           | 10 kW       | V          |
| 12C   | Kácov - Zliv, TV převaděč                                              | KH    | MUX ČRo DAB+           | 0,2 kW      | V          |
| 12C   | Řakom, Doubrava 727 m, rozhlasový vysílač, nižší příhradový stožár     | KT    | MUX ČRo DAB+           | 5 kW        | V          |
| 12C   | Klínovec 1243 m, TV vysílač                                            | KV    | MUX ČRo DAB+           | 10 kW       | V          |
| 12C   | Plzeň, Pod Sylvánem, příhradová věž                                    | PM    | MUX ČRo DAB+           | 1 kW        | V          |
| 12C   | Lhota pod Radčem, Radeč 721 m, TV vysílač                              | RO    | MUX ČRo DAB+           | 10 kW       | V          |
| 12C   | Studánka, Rozsocha 757 m, příhradový stožár                            | TC    | MUX ČRo DAB+           | 1 kW        | V          |
| 12C   | Janské Lázně, Černá hora 1299 m, TV vysílač                            | TU    | MUX ČRo DAB+           | 10 kW       | V          |
| 12C   | Krásné, Krásný 614 m, TV vysílač                                       | CR    | MUX ČRo DAB+           | 10 kW       | V          |
| 12C   | Oldřichovec, Mezivrata 713 m, TV vysílač                               | BN    | MUX ČRo DAB+           | 10 kW       | V          |
| 12C   | Liberec, Ještěd 1012 m, televizní vysílač                              | LI    | MUX ČRo DAB+           | 1 kW        | V          |
| 12C   | Sušice, Svatobor 845 m, TV vysílač                                     | KT    | MUX ČRo DAB+           | 1 kW        | V          |
| 12C   | Příbram, Pod Hvězdárnou 453, příhradový stožár                         | PB    | MUX ČRo DAB+           | 0,3 kW      | V          |
| 12D   | Hády 424 m, TV vysílač                                                 | BO    | MUX ČRo DAB+           | 5 kW        | V          |
| 12D   | Rosice, TV převaděč JZ od obce                                         | BO    | MUX ČRo DAB+           | 0,2 kW      | V          |
| 12D   | Větrný Jeníkov, Strážník 713 m, příhradová věž JZ od obce              | JI    | MUX ČRo DAB+           | 5 kW        | V          |
| 12D   | Odry, Veselí 6, Veselský kopec 557 m, TV vysílač                       | NJ    | MUX ČRo DAB+           | 1 kW        | V          |
| 12D   | Olomouc - Radíkov, TV vysílač                                          | OC    | MUX ČRo DAB+           | 2 kW        | V          |
| 12D   | Ostrava - Hošťálkovice, TV vysílač ČRa                                 | OV    | MUX ČRo DAB+           | 10 kW       | V          |
| 12D   | Krásensko, Kojál 600 m, TV vysílač                                     | VY    | MUX ČRo DAB+           | 10 kW       | V          |
| 12D   | Zlín, Tlustá hora 458 m, vysílač ČRa                                   | ZL    | MUX ČRo DAB+           | 10 kW       | V          |
| 12D   | Křoví, bývalý TV převaděč na S okraji obce                             | ZR    | MUX ČRo DAB+           | 0,2 kW      | V          |
| 12D   | Tasov, příhradový stožár V od obce                                     | ZR    | MUX ČRo DAB+           | 0,3 kW      | V          |
| 12D   | Velké Meziříčí, TV převaděč na úpatí Fajtova kopce                     | ZR    | MUX ČRo DAB+           | 0,2 kW      | V          |
| 12D   | Světlá, Javořice 837 m, TV vysílač                                     | JI    | MUX ČRo DAB+           | 10 kW       | V          |
| 12D   | Praděd 1492 m, TV vysílač                                              | BR    | MUX ČRo DAB+           | 10 kW       | V          |
| 12D   | Dolní Bečva, Radhošť 1129 m, vysílač ČRa                               | VS    | MUX ČRo DAB+           | 1 kW        | V          |
| 12D   | Řeka, Malý Javorový 947 m, TV vysílač                                  | FM    | MUX ČRo DAB+           | 1 kW        | V          |
| 12D   | Kuchařovice, příhradový stožár SV od obce u stanice ČHMU               | ZN    | MUX ČRo DAB+           | 0,3 kW      | V          |